# Phase de groupes de la Ligue Europa 2018-2019
Pour un article plus général, voir Ligue Europa 2018-2019.
Navigation
Phase finale
La phase de groupes de l'édition 2018-2019 de la Ligue Europa se déroule du 20 septembre au 13 décembre 2018. Un total de 48 équipes y prend part afin de désigner 24 des 32 participants à la phase finale.

## Format
Dans chaque groupe, chaque équipe affronte les trois autres, à domicile et à l'extérieur suivant un format « toutes rondes », pour un total de six matchs chacun. Le premier ainsi que le deuxième du groupe sont qualifiés pour les seizièmes de finale, où ils sont alors rejoints par les huit équipes arrivées en troisième position lors de la phase de groupes de la Ligue des champions. La répartition des points est la suivante : 3 points pour une victoire, 1 point pour un match nul et 0 points pour une défaite.

### Critères de départage
En cas d’égalité de points de plusieurs équipes à l'issue des matches de groupe,
les critères suivants sont appliqués dans l'ordre indiqué pour établir leur
classement :
1. plus grand nombre de points obtenus dans les matches du groupe disputés entre les équipes concernées ;
2. meilleure différence de buts dans les matches du groupe disputés entre les équipes concernées ;
3. plus grand nombre de buts marqués dans les matches du groupe disputés entre les équipes concernées ;
4. plus grand nombre de buts marqués à l’extérieur dans les matches du groupe disputés entre les équipes concernées ;
5. si, après l’application des critères 1 à 4, plusieurs équipes sont toujours à égalité, les critères 1 à 4 sont à nouveau appliqués exclusivement aux matches entre les équipes concernées afin de déterminer leur classement final. Si cette procédure ne donne pas de résultat, les critères 6 à 12 s’appliquent ;
6. meilleure différence de buts dans tous les matches du groupe ;
7. plus grand nombre de buts marqués dans tous les matches du groupe ;
8. plus grand nombre de buts marqués à l’extérieur dans tous les matches du groupe ;
9. plus grand nombre de victoires dans tous les matches du groupe ;
10. plus grand nombre de victoires à l'extérieur dans tous les matches du groupe ;
11. total le plus faible de points disciplinaires sur la base uniquement des cartons jaunes et des cartons rouges reçus durant tous les matches du groupe (carton rouge = 3 points, carton jaune = 1 point, expulsion pour deux cartons jaunes au cours d'un match = 3 points) ;
12. meilleur coefficient de club.

Légende des classements
- Qualification pour les seizièmes de finale

Légende des résultats
- Victoire à domicile
- Match nul
- Victoire à l'extérieur

## Groupes

### Groupe A
| Rang | Équipe             | Pts | J | G | N | P | Bp | Bc | Diff |  | Résultats (▼ dom., ► ext.) |     |     |     |     |
| ---- | ------------------ | --- | - | - | - | - | -- | -- | ---- |  | -------------------------- | --- | --- | --- | --- |
| 1    | Bayer Leverkusen   | 13  | 6 | 4 | 1 | 1 | 16 | 9  | +7   |  | Bayer Leverkusen           |     | 1-0 | 4-2 | 1-1 |
| 2    | FC Zurich          | 10  | 6 | 3 | 1 | 2 | 7  | 6  | +1   |  | FC Zurich                  | 3-2 |     | 1-2 | 1-0 |
| 3    | AEK Larnaca        | 5   | 6 | 1 | 2 | 3 | 6  | 12 | -6   |  | AEK Larnaca                | 1-5 | 0-1 |     | 1-1 |
| 4    | Ludogorets Razgrad | 4   | 6 | 0 | 4 | 2 | 5  | 7  | -2   |  | Ludogorets Razgrad         | 2-3 | 1-1 | 0-0 |     |

| 1re journée                  | Ludogorets Razgrad         | 2 - 3   | Bayer Leverkusen             | Ludogorets Arena, Razgrad                       |                                                 |
| 20 septembre 2018 21h00 CEST | Keșerü 8e · Marcelinho 31e | (2 - 1) | 38e 69e Havertz · 63e Thelin | Spectateurs : 8 240 Arbitrage : Paolo Mazzoleni | Spectateurs : 8 240 Arbitrage : Paolo Mazzoleni |
| 20 septembre 2018 21h00 CEST | Rapport                    |         |                              | Spectateurs : 8 240 Arbitrage : Paolo Mazzoleni | Spectateurs : 8 240 Arbitrage : Paolo Mazzoleni |

| 1re journée                  | AEK Larnaca | 0 - 1   | FC Zurich          | Stade GSP, Nicosie                              |                                                 |
| 20 septembre 2018 21h00 CEST |             | (0 - 0) | 61e (pen.) Kololli | Spectateurs : 3 173 Arbitrage : Jonathan Lardot | Spectateurs : 3 173 Arbitrage : Jonathan Lardot |
| 20 septembre 2018 21h00 CEST | Rapport     |         |                    | Spectateurs : 3 173 Arbitrage : Jonathan Lardot | Spectateurs : 3 173 Arbitrage : Jonathan Lardot |

| 2e journée                | FC Zürich   | 1 - 0   | Ludogorets Razgrad | Stade du Letzigrund, Zurich                           |                                                       |
| 4 octobre 2018 18h55 CEST | Pálsson 84e | (0 - 0) |                    | Spectateurs : 7 092 Arbitrage : Juan Martínez Munuera | Spectateurs : 7 092 Arbitrage : Juan Martínez Munuera |
| 4 octobre 2018 18h55 CEST | Rapport     |         |                    | Spectateurs : 7 092 Arbitrage : Juan Martínez Munuera | Spectateurs : 7 092 Arbitrage : Juan Martínez Munuera |

| 2e journée                | Bayer Leverkusen                            | 4 - 2   | AEK Larnaca                   | BayArena, Leverkusen                                 |                                                      |
| 4 octobre 2018 18h55 CEST | Havertz 44e · Alario 49e 88e · Brandt 90+3e | (1 - 1) | 25e Tričkovski · 90+1e Raspas | Spectateurs : 23 354 Arbitrage : Ievgenii Aranovskyi | Spectateurs : 23 354 Arbitrage : Ievgenii Aranovskyi |
| 4 octobre 2018 18h55 CEST | Rapport                                     |         |                               | Spectateurs : 23 354 Arbitrage : Ievgenii Aranovskyi | Spectateurs : 23 354 Arbitrage : Ievgenii Aranovskyi |

| 3e journée                 | AEK Larnaca       | 1 - 1   | Ludogorets Razgrad | Stade GSP, Nicosie                          |                                             |
| 25 octobre 2018 18h55 CEST | Larena 25e (pen.) | (1 - 1) | 7e Lukoki          | Spectateurs : 2 631 Arbitrage : Enea Jorgji | Spectateurs : 2 631 Arbitrage : Enea Jorgji |
| 25 octobre 2018 18h55 CEST | Rapport           |         |                    | Spectateurs : 2 631 Arbitrage : Enea Jorgji | Spectateurs : 2 631 Arbitrage : Enea Jorgji |

| 3e journée                 | FC Zurich                                | 3 - 2   | Bayer Leverkusen  | Stade du Letzigrund, Zurich                     |                                                 |
| 25 octobre 2018 18h55 CEST | Marchesano 44e · Domgjoni 59e · Odey 78e | (1 - 0) | 50e 54e Bellarabi | Spectateurs : 12 427 Arbitrage : Aliyar Aghayev | Spectateurs : 12 427 Arbitrage : Aliyar Aghayev |
| 25 octobre 2018 18h55 CEST | Rapport                                  |         |                   | Spectateurs : 12 427 Arbitrage : Aliyar Aghayev | Spectateurs : 12 427 Arbitrage : Aliyar Aghayev |

| 4e journée                | Ludogorets Razgrad | 0 - 0   | AEK Larnaca | Ludogorets Arena, Razgrad                         |                                                   |
| 8 novembre 2018 21h00 CET |                    | (0 - 0) |             | Spectateurs : 4 520 Arbitrage : Ole Hobber Nilsen | Spectateurs : 4 520 Arbitrage : Ole Hobber Nilsen |
| 8 novembre 2018 21h00 CET | Rapport            |         |             | Spectateurs : 4 520 Arbitrage : Ole Hobber Nilsen | Spectateurs : 4 520 Arbitrage : Ole Hobber Nilsen |

| 4e journée                | Bayer Leverkusen | 1 - 0   | FC Zurich | BayArena, Leverkusen                       |                                            |
| 8 novembre 2018 21h00 CET | Jedvaj 60e       | (0 - 0) |           | Spectateurs : 16 179 Arbitrage : Paweł Gil | Spectateurs : 16 179 Arbitrage : Paweł Gil |
| 8 novembre 2018 21h00 CET | Rapport          |         |           | Spectateurs : 16 179 Arbitrage : Paweł Gil | Spectateurs : 16 179 Arbitrage : Paweł Gil |

| 5e journée                 | Bayer Leverkusen | 1 - 1   | Ludogorets Razgrad | BayArena, Leverkusen                           |                                                |
| 29 novembre 2018 18h55 CET | Weiser 85e       | (0 - 0) | 69e Marcelinho     | Spectateurs : 16 066 Arbitrage : Dennis Higler | Spectateurs : 16 066 Arbitrage : Dennis Higler |
| 29 novembre 2018 18h55 CET | Rapport          |         |                    | Spectateurs : 16 066 Arbitrage : Dennis Higler | Spectateurs : 16 066 Arbitrage : Dennis Higler |

| 5e journée                 | FC Zurich   | 1 - 2   | AEK Larnaca                  | Stade du Letzigrund, Zurich                   |                                               |
| 29 novembre 2018 18h55 CET | Khelifi 74e | (0 - 1) | 38e Giánnou · 85e Tričkovski | Spectateurs : 6 107 Arbitrage : Aleksei Eskov | Spectateurs : 6 107 Arbitrage : Aleksei Eskov |
| 29 novembre 2018 18h55 CET | Rapport     |         |                              | Spectateurs : 6 107 Arbitrage : Aleksei Eskov | Spectateurs : 6 107 Arbitrage : Aleksei Eskov |

| 6e journée                 | Ludogorets Razgrad | 1 - 1   | FC Zurich | Ludogorets Arena, Razgrad                       |                                                 |
| 13 décembre 2018 21h00 CET | Świerczok 45+1e    | (1 - 1) | 21e Odey  | Spectateurs : 2 150 Arbitrage : Kirill Levnikov | Spectateurs : 2 150 Arbitrage : Kirill Levnikov |
| 13 décembre 2018 21h00 CET | Rapport            |         |           | Spectateurs : 2 150 Arbitrage : Kirill Levnikov | Spectateurs : 2 150 Arbitrage : Kirill Levnikov |

| 6e journée                 | AEK Larnaca | 1 - 5   | Bayer Leverkusen                                    | Stade GSP, Nicosie                                |                                                   |
| 13 décembre 2018 21h00 CET | Català 26e  | (1 - 2) | 28e 68e Kohr · 41e (pen.) 86e Alario · 78e Paulinho | Spectateurs : 1 584 Arbitrage : François Letexier | Spectateurs : 1 584 Arbitrage : François Letexier |
| 13 décembre 2018 21h00 CET | Rapport     |         |                                                     | Spectateurs : 1 584 Arbitrage : François Letexier | Spectateurs : 1 584 Arbitrage : François Letexier |

### Groupe B
| Rang | Équipe       | Pts | J | G | N | P | Bp | Bc | Diff |  | Résultats (▼ dom., ► ext.) |     |     |     |     |
| ---- | ------------ | --- | - | - | - | - | -- | -- | ---- |  | -------------------------- | --- | --- | --- | --- |
| 1    | FC Salzbourg | 18  | 6 | 6 | 0 | 0 | 17 | 6  | +11  |  | FC Salzbourg               |     | 3-1 | 1-0 | 3-0 |
| 2    | Celtic FC    | 9   | 6 | 3 | 0 | 3 | 6  | 8  | -2   |  | Celtic FC                  | 1-2 |     | 2-1 | 1-0 |
| 3    | RB Leipzig   | 7   | 6 | 2 | 1 | 3 | 9  | 8  | +1   |  | RB Leipzig                 | 2-3 | 2-0 |     | 1-1 |
| 4    | Rosenborg BK | 1   | 6 | 0 | 1 | 5 | 4  | 14 | -10  |  | Rosenborg BK               | 2-5 | 0-1 | 1-3 |     |

| 1re journée                  | Celtic FC     | 1 - 0   | Rosenborg BK | Celtic Park, Glasgow                       |                                            |
| 20 septembre 2018 21h00 CEST | Griffiths 88e | (0 - 0) |              | Spectateurs : 47 287 Arbitrage : Paweł Gil | Spectateurs : 47 287 Arbitrage : Paweł Gil |
| 20 septembre 2018 21h00 CEST | Rapport       |         |              | Spectateurs : 47 287 Arbitrage : Paweł Gil | Spectateurs : 47 287 Arbitrage : Paweł Gil |

| 1re journée                  | RB Leipzig               | 2 - 3   | FC Salzbourg                               | RB Arena, Leipzig                               |                                                 |
| 20 septembre 2018 21h00 CEST | Laimer 70e · Poulsen 82e | (0 - 2) | 20e Dabour · 22e Haidara · 89e Gulbrandsen | Spectateurs : 24 057 Arbitrage : Andreas Ekberg | Spectateurs : 24 057 Arbitrage : Andreas Ekberg |
| 20 septembre 2018 21h00 CEST | Rapport                  |         |                                            | Spectateurs : 24 057 Arbitrage : Andreas Ekberg | Spectateurs : 24 057 Arbitrage : Andreas Ekberg |

| 2e journée                | FC Salzbourg                         | 3 - 1   | Celtic FC  | Red Bull Arena, Salzbourg                     |                                               |
| 4 octobre 2018 18h55 CEST | Dabour 55e 73e (pen.) · Minamino 61e | (0 - 1) | 2e Édouard | Spectateurs : 24 085 Arbitrage : Serhiy Boyko | Spectateurs : 24 085 Arbitrage : Serhiy Boyko |
| 4 octobre 2018 18h55 CEST | Rapport                              |         |            | Spectateurs : 24 085 Arbitrage : Serhiy Boyko | Spectateurs : 24 085 Arbitrage : Serhiy Boyko |

| 2e journée                | Rosenborg BK | 1 - 3   | RB Leipzig                            | Lerkendal Stadion, Trondheim                 |                                              |
| 4 octobre 2018 18h55 CEST | Jebali 79e   | (0 - 1) | 12e Augustin · 54e Konaté · 61e Cunha | Spectateurs : 11 484 Arbitrage : Marco Guida | Spectateurs : 11 484 Arbitrage : Marco Guida |
| 4 octobre 2018 18h55 CEST | Rapport      |         |                                       | Spectateurs : 11 484 Arbitrage : Marco Guida | Spectateurs : 11 484 Arbitrage : Marco Guida |

| 3e journée                 | RB Leipzig            | 2 - 0   | Celtic FC | RB Arena, Leipzig                               |                                                 |
| 25 octobre 2018 18h55 CEST | Cunha 31e · Bruma 35e | (2 - 0) |           | Spectateurs : 38 126 Arbitrage : Pavel Královec | Spectateurs : 38 126 Arbitrage : Pavel Královec |
| 25 octobre 2018 18h55 CEST | Rapport               |         |           | Spectateurs : 38 126 Arbitrage : Pavel Královec | Spectateurs : 38 126 Arbitrage : Pavel Královec |

| 3e journée                 | FC Salzbourg                     | 3 - 0   | Rosenborg BK | Red Bull Arena, Salzbourg                     |                                               |
| 25 octobre 2018 18h55 CEST | Dabour 34e 59e (pen.) · Wolf 53e | (1 - 0) |              | Spectateurs : 20 639 Arbitrage : Irfan Peljto | Spectateurs : 20 639 Arbitrage : Irfan Peljto |
| 25 octobre 2018 18h55 CEST | Rapport                          |         |              | Spectateurs : 20 639 Arbitrage : Irfan Peljto | Spectateurs : 20 639 Arbitrage : Irfan Peljto |

| 4e journée                | Celtic FC                 | 2 - 1   | RB Leipzig   | Celtic Park, Glasgow                                      |                                                           |
| 8 novembre 2018 21h00 CET | Tierney 11e · Édouard 79e | (1 - 0) | 79e Augustin | Spectateurs : 56 027 Arbitrage : Xavier Estrada Fernández | Spectateurs : 56 027 Arbitrage : Xavier Estrada Fernández |
| 8 novembre 2018 21h00 CET | Rapport                   |         |              | Spectateurs : 56 027 Arbitrage : Xavier Estrada Fernández | Spectateurs : 56 027 Arbitrage : Xavier Estrada Fernández |

| 4e journée                | Rosenborg BK               | 2 - 5   | FC Salzbourg                                              | Lerkendal Stadion, Trondheim                   |                                                |
| 8 novembre 2018 21h00 CET | Adegbenro 52e · Jensen 62e | (0 - 4) | 6e 20e 45e Minamino · 37e Gulbrandsen · 57e (csc) Hovland | Spectateurs : 12 386 Arbitrage : Aleksei Eskov | Spectateurs : 12 386 Arbitrage : Aleksei Eskov |
| 8 novembre 2018 21h00 CET | Rapport                    |         |                                                           | Spectateurs : 12 386 Arbitrage : Aleksei Eskov | Spectateurs : 12 386 Arbitrage : Aleksei Eskov |

| 5e journée                 | Rosenborg BK | 0 - 1   | Celtic FC    | Lerkendal Stadion, Trondheim                   |                                                |
| 29 novembre 2018 18h55 CET |              | (0 - 1) | 42e Sinclair | Spectateurs : 14 061 Arbitrage : Halis Özkahya | Spectateurs : 14 061 Arbitrage : Halis Özkahya |
| 29 novembre 2018 18h55 CET | Rapport      |         |              | Spectateurs : 14 061 Arbitrage : Halis Özkahya | Spectateurs : 14 061 Arbitrage : Halis Özkahya |

| 5e journée                 | FC Salzbourg    | 1 - 0   | RB Leipzig | Red Bull Arena, Salzbourg                      |                                                |
| 29 novembre 2018 18h55 CET | Gulbrandsen 74e | (0 - 0) |            | Spectateurs : 29 520 Arbitrage : Orel Grinfeld | Spectateurs : 29 520 Arbitrage : Orel Grinfeld |
| 29 novembre 2018 18h55 CET | Rapport         |         |            | Spectateurs : 29 520 Arbitrage : Orel Grinfeld | Spectateurs : 29 520 Arbitrage : Orel Grinfeld |

| 6e journée                 | Celtic FC           | 1 - 2   | FC Salzbourg                 | Celtic Park, Glasgow                          |                                               |
| 13 décembre 2018 21h00 CET | Ntcham 90+5e (pen.) | (0 - 0) | 67e Dabour · 78e Gulbrandsen | Spectateurs : 56 578 Arbitrage : Ruddy Buquet | Spectateurs : 56 578 Arbitrage : Ruddy Buquet |
| 13 décembre 2018 21h00 CET | Rapport             |         |                              | Spectateurs : 56 578 Arbitrage : Ruddy Buquet | Spectateurs : 56 578 Arbitrage : Ruddy Buquet |

| 6e journée                 | RB Leipzig | 1 - 1   | Rosenborg BK    | RB Arena, Leipzig                             |                                               |
| 13 décembre 2018 21h00 CET | Cunha 47e  | (0 - 0) | 86e Reginiussen | Spectateurs : 16 957 Arbitrage : Serhiy Boyko | Spectateurs : 16 957 Arbitrage : Serhiy Boyko |
| 13 décembre 2018 21h00 CET | Rapport    |         |                 | Spectateurs : 16 957 Arbitrage : Serhiy Boyko | Spectateurs : 16 957 Arbitrage : Serhiy Boyko |

### Groupe C
| Rang | Équipe                   | Pts | J | G | N | P | Bp | Bc | Diff |  | Résultats (▼ dom., ► ext.) |     |     |     |     |
| ---- | ------------------------ | --- | - | - | - | - | -- | -- | ---- |  | -------------------------- | --- | --- | --- | --- |
| 1    | Zénith Saint-Pétersbourg | 11  | 6 | 3 | 2 | 1 | 6  | 5  | +1   |  | Zénith Saint-Pétersbourg   |     | 1-0 | 2-1 | 1-0 |
| 2    | Slavia Prague            | 10  | 6 | 3 | 1 | 2 | 4  | 3  | +1   |  | Slavia Prague              | 2-0 |     | 1-0 | 0-0 |
| 3    | Girondins de Bordeaux    | 7   | 6 | 2 | 1 | 3 | 6  | 6  | 0    |  | Girondins de Bordeaux      | 1-1 | 2-0 |     | 1-2 |
| 4    | FC Copenhague            | 5   | 6 | 1 | 2 | 3 | 3  | 5  | -2   |  | FC Copenhague              | 1-1 | 0-1 | 0-1 |     |

| 1re journée                  | Slavia Prague | 1 - 0   | Girondins de Bordeaux | Eden Aréna, Prague                           |                                              |
| 20 septembre 2018 21h00 CEST | Zmrhal 35e    | (1 - 0) |                       | Spectateurs : 16 548 Arbitrage : Bas Nijhuis | Spectateurs : 16 548 Arbitrage : Bas Nijhuis |
| 20 septembre 2018 21h00 CEST | Rapport       |         |                       | Spectateurs : 16 548 Arbitrage : Bas Nijhuis | Spectateurs : 16 548 Arbitrage : Bas Nijhuis |

| 1re journée                  | FC Copenhague | 1 - 1   | Zénith Saint-Pétersbourg | Parken Stadium, Copenhague                      |                                                 |
| 20 septembre 2018 21h00 CEST | Sotiríou 63e  | (0 - 1) | 44e Mak                  | Spectateurs : 19 005 Arbitrage : Georgi Kabakov | Spectateurs : 19 005 Arbitrage : Georgi Kabakov |
| 20 septembre 2018 21h00 CEST | Rapport       |         |                          | Spectateurs : 19 005 Arbitrage : Georgi Kabakov | Spectateurs : 19 005 Arbitrage : Georgi Kabakov |

| 2e journée                | Girondins de Bordeaux | 1 - 2   | FC Copenhague             | Matmut Atlantique, Bordeaux                       |                                                   |
| 4 octobre 2018 18h55 CEST | Sankharé 84e          | (0 - 1) | 42e Sotiríou · 90+2e Skov | Spectateurs : 11 860 Arbitrage : Roi Reinshreiber | Spectateurs : 11 860 Arbitrage : Roi Reinshreiber |
| 4 octobre 2018 18h55 CEST | Rapport               |         |                           | Spectateurs : 11 860 Arbitrage : Roi Reinshreiber | Spectateurs : 11 860 Arbitrage : Roi Reinshreiber |

| 2e journée                | Zénith Saint-Pétersbourg | 1 - 0   | Slavia Prague | Stade de Saint-Pétersbourg, Saint-Pétersbourg  |                                                |
| 4 octobre 2018 18h55 CEST | Kokorin 80e              | (0 - 0) |               | Spectateurs : 45 408 Arbitrage : Hüseyin Göçek | Spectateurs : 45 408 Arbitrage : Hüseyin Göçek |
| 4 octobre 2018 18h55 CEST | Rapport                  |         |               | Spectateurs : 45 408 Arbitrage : Hüseyin Göçek | Spectateurs : 45 408 Arbitrage : Hüseyin Göçek |

| 3e journée                 | Zénith Saint-Pétersbourg    | 2 - 1   | Girondins de Bordeaux | Stade de Saint-Pétersbourg, Saint-Pétersbourg |                                              |
| 25 octobre 2018 18h55 CEST | Dziouba 41e · Kouziaïev 85e | (1 - 1) | 26e Briand            | Spectateurs : 45 723 Arbitrage : Felix Brych  | Spectateurs : 45 723 Arbitrage : Felix Brych |
| 25 octobre 2018 18h55 CEST | Rapport                     |         |                       | Spectateurs : 45 723 Arbitrage : Felix Brych  | Spectateurs : 45 723 Arbitrage : Felix Brych |

| 3e journée                 | FC Copenhague | 0 - 1   | Slavia Prague | Parken Stadium, Copenhague                  |                                             |
| 25 octobre 2018 18h55 CEST |               | (0 - 0) | 46e Matoušek  | Spectateurs : 20 672 Arbitrage : Luca Banti | Spectateurs : 20 672 Arbitrage : Luca Banti |
| 25 octobre 2018 18h55 CEST | Rapport       |         |               | Spectateurs : 20 672 Arbitrage : Luca Banti | Spectateurs : 20 672 Arbitrage : Luca Banti |

| 4e journée                | Girondins de Bordeaux | 1 - 1   | Zénith Saint-Pétersbourg | Matmut Atlantique, Bordeaux                    |                                                |
| 8 novembre 2018 21h00 CET | Kamano 35e (pen.)     | (1 - 0) | 72e Zabolotny            | Spectateurs : 8 907 Arbitrage : Harald Lechner | Spectateurs : 8 907 Arbitrage : Harald Lechner |
| 8 novembre 2018 21h00 CET | Rapport               |         |                          | Spectateurs : 8 907 Arbitrage : Harald Lechner | Spectateurs : 8 907 Arbitrage : Harald Lechner |

| 4e journée                | Slavia Prague | 0 - 0   | FC Copenhague | Eden Aréna, Prague                                  |                                                     |
| 8 novembre 2018 21h00 CET |               | (0 - 0) |               | Spectateurs : 18 702 Arbitrage : Mattias Gestranius | Spectateurs : 18 702 Arbitrage : Mattias Gestranius |
| 8 novembre 2018 21h00 CET | Rapport       |         |               | Spectateurs : 18 702 Arbitrage : Mattias Gestranius | Spectateurs : 18 702 Arbitrage : Mattias Gestranius |

| 5e journée                 | Zénith Saint-Pétersbourg | 1 - 0   | FC Copenhague | Stade de Saint-Pétersbourg, Saint-Pétersbourg  |                                                |
| 29 novembre 2018 18h55 CET | Mak 59e                  | (0 - 0) |               | Spectateurs : 45 199 Arbitrage : Slavko Vinčić | Spectateurs : 45 199 Arbitrage : Slavko Vinčić |
| 29 novembre 2018 18h55 CET | Rapport                  |         |               | Spectateurs : 45 199 Arbitrage : Slavko Vinčić | Spectateurs : 45 199 Arbitrage : Slavko Vinčić |

| 5e journée                 | Girondins de Bordeaux          | 2 - 0   | Slavia Prague | Matmut Atlantique, Bordeaux                     |                                                 |
| 29 novembre 2018 18h55 CET | de Préville 49e · Koundé 90+5e | (0 - 0) |               | Spectateurs : 6 311 Arbitrage : Fábio Veríssimo | Spectateurs : 6 311 Arbitrage : Fábio Veríssimo |
| 29 novembre 2018 18h55 CET | Rapport                        |         |               | Spectateurs : 6 311 Arbitrage : Fábio Veríssimo | Spectateurs : 6 311 Arbitrage : Fábio Veríssimo |

| 6e journée                 | FC Copenhague | 0 - 1   | Girondins de Bordeaux | Parken Stadium, Copenhague                     |                                                |
| 13 décembre 2018 21h00 CET |               | (0 - 0) | 74e Briand            | Spectateurs : 18 209 Arbitrage : Hüseyin Göçek | Spectateurs : 18 209 Arbitrage : Hüseyin Göçek |
| 13 décembre 2018 21h00 CET | Rapport       |         |                       | Spectateurs : 18 209 Arbitrage : Hüseyin Göçek | Spectateurs : 18 209 Arbitrage : Hüseyin Göçek |

| 6e journée                 | Slavia Prague          | 2 - 0   | Zénith Saint-Pétersbourg | Eden Aréna, Prague                             |                                                |
| 13 décembre 2018 21h00 CET | Zmrhal 32e · Stoch 41e | (2 - 0) |                          | Spectateurs : 17 748 Arbitrage : Andrew Dallas | Spectateurs : 17 748 Arbitrage : Andrew Dallas |
| 13 décembre 2018 21h00 CET | Rapport                |         |                          | Spectateurs : 17 748 Arbitrage : Andrew Dallas | Spectateurs : 17 748 Arbitrage : Andrew Dallas |

### Groupe D
| Rang | Équipe         | Pts | J | G | N | P | Bp | Bc | Diff |  | Résultats (▼ dom., ► ext.) |     |     |     |     |
| ---- | -------------- | --- | - | - | - | - | -- | -- | ---- |  | -------------------------- | --- | --- | --- | --- |
| 1    | Dinamo Zagreb  | 14  | 6 | 4 | 2 | 0 | 11 | 3  | +8   |  | Dinamo Zagreb              |     | 4-1 | 3-1 | 0-0 |
| 2    | Fenerbahçe SK  | 8   | 6 | 2 | 2 | 2 | 7  | 7  | 0    |  | Fenerbahçe SK              | 0-0 |     | 2-0 | 2-0 |
| 3    | Spartak Trnava | 7   | 6 | 2 | 1 | 3 | 4  | 7  | -3   |  | Spartak Trnava             | 1-2 | 1-0 |     | 1-0 |
| 4    | RSC Anderlecht | 3   | 6 | 0 | 3 | 3 | 2  | 7  | -5   |  | RSC Anderlecht             | 0-2 | 2-2 | 0-0 |     |

| 1re journée                  | Spartak Trnava | 1 - 0   | RSC Anderlecht | Stade Antona Malatinského, Trnava             |                                               |
| 20 septembre 2018 21h00 CEST | Oravec 79e     | (0 - 0) |                | Spectateurs : 17 114 Arbitrage : Kevin Clancy | Spectateurs : 17 114 Arbitrage : Kevin Clancy |
| 20 septembre 2018 21h00 CEST | Rapport        |         |                | Spectateurs : 17 114 Arbitrage : Kevin Clancy | Spectateurs : 17 114 Arbitrage : Kevin Clancy |

| 1re journée                  | Dinamo Zagreb                            | 4 - 1   | Fenerbahçe SK  | Stade Maksimir, Zagreb                        |                                               |
| 20 septembre 2018 21h00 CEST | Šunjić 16e · Hajrović 27e 57e · Olmo 60e | (2 - 0) | 47e Neustädter | Spectateurs : 17 303 Arbitrage : Craig Pawson | Spectateurs : 17 303 Arbitrage : Craig Pawson |
| 20 septembre 2018 21h00 CEST | Rapport                                  |         |                | Spectateurs : 17 303 Arbitrage : Craig Pawson | Spectateurs : 17 303 Arbitrage : Craig Pawson |

| 2e journée                | Fenerbahçe SK   | 2 - 0   | Spartak Trnava | Stade Şükrü Saracoğlu, Istanbul              |                                              |
| 4 octobre 2018 18h55 CEST | Slimani 52e 69e | (0 - 0) |                | Spectateurs : 29 622 Arbitrage : Tobias Welz | Spectateurs : 29 622 Arbitrage : Tobias Welz |
| 4 octobre 2018 18h55 CEST | Rapport         |         |                | Spectateurs : 29 622 Arbitrage : Tobias Welz | Spectateurs : 29 622 Arbitrage : Tobias Welz |

| 2e journée                | RSC Anderlecht | 0 - 2   | Dinamo Zagreb                   | Stade Constant Vanden Stock, Anderlecht               |                                                       |
| 4 octobre 2018 18h55 CEST |                | (0 - 1) | 19e (pen.) Hajrović · 68e Gojak | Spectateurs : 12 137 Arbitrage : Vladislav Bezborodov | Spectateurs : 12 137 Arbitrage : Vladislav Bezborodov |
| 4 octobre 2018 18h55 CEST | Rapport        |         |                                 | Spectateurs : 12 137 Arbitrage : Vladislav Bezborodov | Spectateurs : 12 137 Arbitrage : Vladislav Bezborodov |

| 3e journée                 | RSC Anderlecht  | 2 - 2   | Fenerbahçe SK           | Stade Constant Vanden Stock, Anderlecht         |                                                 |
| 25 octobre 2018 18h55 CEST | Bakkali 35e 50e | (1 - 0) | 53e Frey · 57e Kaldırım | Spectateurs : 13 292 Arbitrage : Georgi Kabakov | Spectateurs : 13 292 Arbitrage : Georgi Kabakov |
| 25 octobre 2018 18h55 CEST | Rapport         |         |                         | Spectateurs : 13 292 Arbitrage : Georgi Kabakov | Spectateurs : 13 292 Arbitrage : Georgi Kabakov |

| 3e journée                 | Spartak Trnava | 1 - 2   | Dinamo Zagreb              | Stade Antona Malatinského, Trnava        |                                          |
| 25 octobre 2018 18h55 CEST | Ghorbani 32e   | (1 - 0) | 65e Gavranović · 77e Oršić | Spectateurs : 0 Arbitrage : Jakob Kehlet | Spectateurs : 0 Arbitrage : Jakob Kehlet |
| 25 octobre 2018 18h55 CEST | Rapport        |         |                            | Spectateurs : 0 Arbitrage : Jakob Kehlet | Spectateurs : 0 Arbitrage : Jakob Kehlet |

| 4e journée                | Fenerbahçe SK           | 2 - 0   | RSC Anderlecht | Stade Şükrü Saracoğlu, Istanbul                 |                                                 |
| 8 novembre 2018 16h50 CET | Valbuena 71e · Frey 74e | (0 - 0) |                | Spectateurs : 32 789 Arbitrage : Andreas Ekberg | Spectateurs : 32 789 Arbitrage : Andreas Ekberg |
| 8 novembre 2018 16h50 CET | Rapport                 |         |                | Spectateurs : 32 789 Arbitrage : Andreas Ekberg | Spectateurs : 32 789 Arbitrage : Andreas Ekberg |

| 4e journée                | Dinamo Zagreb                            | 3 - 1   | Spartak Trnava     | Stade Maksimir, Zagreb                        |                                               |
| 8 novembre 2018 21h00 CET | Gojak 22e · Kadlec 36e (csc) · Oršić 80e | (2 - 0) | 63e Chanturishvili | Spectateurs : 18 154 Arbitrage : Serhiy Boyko | Spectateurs : 18 154 Arbitrage : Serhiy Boyko |
| 8 novembre 2018 21h00 CET | Rapport                                  |         |                    | Spectateurs : 18 154 Arbitrage : Serhiy Boyko | Spectateurs : 18 154 Arbitrage : Serhiy Boyko |

| 5e journée                 | RSC Anderlecht | 0 - 0   | Spartak Trnava | Stade Constant Vanden Stock, Anderlecht               |                                                       |
| 29 novembre 2018 18h55 CET |                | (0 - 0) |                | Spectateurs : 8 063 Arbitrage : Anastasios Papapetrou | Spectateurs : 8 063 Arbitrage : Anastasios Papapetrou |
| 29 novembre 2018 18h55 CET | Rapport        |         |                | Spectateurs : 8 063 Arbitrage : Anastasios Papapetrou | Spectateurs : 8 063 Arbitrage : Anastasios Papapetrou |

| 5e journée                 | Fenerbahçe SK | 0 - 0   | Dinamo Zagreb | Stade Şükrü Saracoğlu, Istanbul                       |                                                       |
| 29 novembre 2018 18h55 CET |               | (0 - 0) |               | Spectateurs : 24 776 Arbitrage : Robert Schörgenhofer | Spectateurs : 24 776 Arbitrage : Robert Schörgenhofer |
| 29 novembre 2018 18h55 CET | Rapport       |         |               | Spectateurs : 24 776 Arbitrage : Robert Schörgenhofer | Spectateurs : 24 776 Arbitrage : Robert Schörgenhofer |

| 6e journée                 | Spartak Trnava | 1 - 0   | Fenerbahçe SK | Stade Antona Malatinského, Trnava                            |                                                              |
| 13 décembre 2018 21h00 CET | Yilmaz 41e     | (1 - 0) |               | Spectateurs : 11 413 Arbitrage : José María Sánchez Martínez | Spectateurs : 11 413 Arbitrage : José María Sánchez Martínez |
| 13 décembre 2018 21h00 CET | Rapport        |         |               | Spectateurs : 11 413 Arbitrage : José María Sánchez Martínez | Spectateurs : 11 413 Arbitrage : José María Sánchez Martínez |

| 6e journée                 | Dinamo Zagreb | 0 - 0   | RSC Anderlecht | Stade Maksimir, Zagreb                          |                                                 |
| 13 décembre 2018 21h00 CET |               | (0 - 0) |                | Spectateurs : 12 170 Arbitrage : Sandro Schärer | Spectateurs : 12 170 Arbitrage : Sandro Schärer |
| 13 décembre 2018 21h00 CET | Rapport       |         |                | Spectateurs : 12 170 Arbitrage : Sandro Schärer | Spectateurs : 12 170 Arbitrage : Sandro Schärer |

### Groupe E
| Rang | Équipe          | Pts | J | G | N | P | Bp | Bc | Diff |  | Résultats (▼ dom., ► ext.) |     |     |     |     |
| ---- | --------------- | --- | - | - | - | - | -- | -- | ---- |  | -------------------------- | --- | --- | --- | --- |
| 1    | Arsenal FC      | 16  | 6 | 5 | 1 | 0 | 12 | 2  | +10  |  | Arsenal FC                 |     | 0-0 | 4-2 | 1-0 |
| 2    | Sporting CP     | 13  | 6 | 4 | 1 | 1 | 13 | 3  | +10  |  | Sporting CP                | 0-1 |     | 3-0 | 2-0 |
| 3    | Vorskla Poltava | 3   | 6 | 1 | 0 | 5 | 4  | 13 | -9   |  | Vorskla Poltava            | 0-3 | 1-2 |     | 0-1 |
| 4    | Qarabağ FK      | 3   | 6 | 1 | 0 | 5 | 2  | 13 | -11  |  | Qarabağ FK                 | 0-3 | 1-6 | 0-1 |     |

| 1re journée                  | Sporting CP               | 2 - 0   | Qarabağ FK | Estádio José Alvalade XXI, Lisbonne                |                                                    |
| 20 septembre 2018 21h00 CEST | Raphinha 54e · Cabral 88e | (0 - 0) |            | Spectateurs : 30 098 Arbitrage : François Letexier | Spectateurs : 30 098 Arbitrage : François Letexier |
| 20 septembre 2018 21h00 CEST | Rapport                   |         |            | Spectateurs : 30 098 Arbitrage : François Letexier | Spectateurs : 30 098 Arbitrage : François Letexier |

| 1re journée                  | Arsenal FC                                  | 4 - 2   | Vorskla Poltava               | Emirates Stadium, Londres                       |                                                 |
| 20 septembre 2018 21h00 CEST | Aubameyang 32e 56e · Welbeck 56e · Özil 74e | (1 - 0) | 77e Chesnakov · 90+4e Sharpar | Spectateurs : 59 039 Arbitrage : Bart Vertenten | Spectateurs : 59 039 Arbitrage : Bart Vertenten |
| 20 septembre 2018 21h00 CEST | Rapport                                     |         |                               | Spectateurs : 59 039 Arbitrage : Bart Vertenten | Spectateurs : 59 039 Arbitrage : Bart Vertenten |

| 2e journée                | Vorskla Poltava | 1 - 2   | Sporting CP                | Stade Vorskla, Poltava                            |                                                   |
| 4 octobre 2018 18h55 CEST | Kulach 10e      | (1 - 0) | 90e Montero · 90+3e Cabral | Spectateurs : 10 082 Arbitrage : Nikola Dabanović | Spectateurs : 10 082 Arbitrage : Nikola Dabanović |
| 4 octobre 2018 18h55 CEST | Rapport         |         |                            | Spectateurs : 10 082 Arbitrage : Nikola Dabanović | Spectateurs : 10 082 Arbitrage : Nikola Dabanović |

| 2e journée                | Qarabağ FK | 0 - 3   | Arsenal FC                                   | Stade olympique, Bakou                        |                                               |
| 4 octobre 2018 18h55 CEST |            | (0 - 1) | 4e Sokrátis · 53e Smith-Rowe · 80e Guendouzi | Spectateurs : 63 412 Arbitrage : Davide Massa | Spectateurs : 63 412 Arbitrage : Davide Massa |
| 4 octobre 2018 18h55 CEST | Rapport    |         |                                              | Spectateurs : 63 412 Arbitrage : Davide Massa | Spectateurs : 63 412 Arbitrage : Davide Massa |

| 3e journée                 | Qarabağ FK | 0 - 1   | Vorskla Poltava | Stade olympique, Bakou                            |                                                   |
| 25 octobre 2018 18h55 CEST |            | (0 - 0) | 48e Kulach      | Spectateurs : 22 450 Arbitrage : Roi Reinshreiber | Spectateurs : 22 450 Arbitrage : Roi Reinshreiber |
| 25 octobre 2018 18h55 CEST | Rapport    |         |                 | Spectateurs : 22 450 Arbitrage : Roi Reinshreiber | Spectateurs : 22 450 Arbitrage : Roi Reinshreiber |

| 3e journée                 | Sporting CP | 0 - 1   | Arsenal FC  | Estádio José Alvalade XXI, Lisbonne            |                                                |
| 25 octobre 2018 18h55 CEST |             | (0 - 0) | 77e Welbeck | Spectateurs : 40 784 Arbitrage : Damir Skomina | Spectateurs : 40 784 Arbitrage : Damir Skomina |
| 25 octobre 2018 18h55 CEST | Rapport     |         |             | Spectateurs : 40 784 Arbitrage : Damir Skomina | Spectateurs : 40 784 Arbitrage : Damir Skomina |

| 4e journée                | Vorskla Poltava | 0 - 1   | Qarabağ FK            | Stade Vorskla, Poltava                         |                                                |
| 8 novembre 2018 21h00 CET |                 | (0 - 1) | 13e (pen.) Abdullayev | Spectateurs : 5 479 Arbitrage : Sandro Schärer | Spectateurs : 5 479 Arbitrage : Sandro Schärer |
| 8 novembre 2018 21h00 CET | Rapport         |         |                       | Spectateurs : 5 479 Arbitrage : Sandro Schärer | Spectateurs : 5 479 Arbitrage : Sandro Schärer |

| 4e journée                | Arsenal FC | 0 - 0   | Sporting CP | Emirates Stadium, Londres                          |                                                    |
| 8 novembre 2018 21h00 CET |            | (0 - 0) |             | Spectateurs : 59 758 Arbitrage : Gediminas Mažeika | Spectateurs : 59 758 Arbitrage : Gediminas Mažeika |
| 8 novembre 2018 21h00 CET | Rapport    |         |             | Spectateurs : 59 758 Arbitrage : Gediminas Mažeika | Spectateurs : 59 758 Arbitrage : Gediminas Mažeika |

| 5e journée                 | Qarabağ FK | 1 - 6   | Sporting CP                                                   | Stade olympique, Bakou                         |                                                |
| 29 novembre 2018 18h55 CET | Zoubir 14e | (1 - 3) | 5e (pen.) Dost · 20e 75e Fernandes · 33e Nani · 65e 82e Diaby | Spectateurs : 5 416 Arbitrage : Petr Ardeleanu | Spectateurs : 5 416 Arbitrage : Petr Ardeleanu |
| 29 novembre 2018 18h55 CET | Rapport    |         |                                                               | Spectateurs : 5 416 Arbitrage : Petr Ardeleanu | Spectateurs : 5 416 Arbitrage : Petr Ardeleanu |

| 5e journée                 | Vorskla Poltava | 0 - 3   | Arsenal FC                                       | Stade olympique, Kiev                              |                                                    |
| 29 novembre 2018 18h55 CET |                 | (0 - 3) | 11e Smith-Rowe · 27e (pen.) Ramsey · 41e Willock | Spectateurs : 7 751 Arbitrage : Bartosz Frankowski | Spectateurs : 7 751 Arbitrage : Bartosz Frankowski |
| 29 novembre 2018 18h55 CET | Rapport         |         |                                                  | Spectateurs : 7 751 Arbitrage : Bartosz Frankowski | Spectateurs : 7 751 Arbitrage : Bartosz Frankowski |

| 6e journée                 | Sporting CP                               | 3 - 0   | Vorskla Poltava | Estádio José Alvalade XXI, Lisbonne                    |                                                        |
| 13 décembre 2018 21h00 CET | Montero 17e · Luís 35e · Dallku 44e (csc) | (3 - 0) |                 | Spectateurs : 25 504 Arbitrage : Manuel Schüttengruber | Spectateurs : 25 504 Arbitrage : Manuel Schüttengruber |
| 13 décembre 2018 21h00 CET | Rapport                                   |         |                 | Spectateurs : 25 504 Arbitrage : Manuel Schüttengruber | Spectateurs : 25 504 Arbitrage : Manuel Schüttengruber |

| 6e journée                 | Arsenal FC    | 1 - 0   | Qarabağ FK | Emirates Stadium, Londres                  |                                            |
| 13 décembre 2018 21h00 CET | Lacazette 17e | (1 - 0) |            | Spectateurs : 58 101 Arbitrage : Jens Maae | Spectateurs : 58 101 Arbitrage : Jens Maae |
| 13 décembre 2018 21h00 CET | Rapport       |         |            | Spectateurs : 58 101 Arbitrage : Jens Maae | Spectateurs : 58 101 Arbitrage : Jens Maae |

### Groupe F
| Rang | Équipe        | Pts | J | G | N | P | Bp | Bc | Diff |  | Résultats (▼ dom., ► ext.) |     |     |     |     |
| ---- | ------------- | --- | - | - | - | - | -- | -- | ---- |  | -------------------------- | --- | --- | --- | --- |
| 1    | Bétis Séville | 12  | 6 | 3 | 3 | 0 | 7  | 2  | +5   |  | Bétis Séville              |     | 1-0 | 1-1 | 3-0 |
| 2    | Olympiakos    | 10  | 6 | 3 | 1 | 2 | 11 | 6  | +5   |  | Olympiakos                 | 0-0 |     | 3-1 | 5-1 |
| 3    | AC Milan      | 10  | 6 | 3 | 1 | 2 | 12 | 9  | +3   |  | AC Milan                   | 1-2 | 3-1 |     | 5-2 |
| 4    | F91 Dudelange | 1   | 6 | 0 | 1 | 5 | 3  | 16 | -13  |  | F91 Dudelange              | 0-0 | 0-2 | 0-1 |     |

| 1re journée                  | F91 Dudelange | 0 - 1   | AC Milan    | Stade Josy-Barthel, Luxembourg                  |                                                 |
| 20 septembre 2018 21h00 CEST |               | (0 - 0) | 59e Higuaín | Spectateurs : 7 983 Arbitrage : Srđan Jovanović | Spectateurs : 7 983 Arbitrage : Srđan Jovanović |
| 20 septembre 2018 21h00 CEST | Rapport       |         |             | Spectateurs : 7 983 Arbitrage : Srđan Jovanović | Spectateurs : 7 983 Arbitrage : Srđan Jovanović |

| 1re journée                  | Olympiakos | 0 - 0   | Bétis Séville | Stade Karaïskaki, Le Pirée                        |                                                   |
| 20 septembre 2018 21h00 CEST |            | (0 - 0) |               | Spectateurs : 28 650 Arbitrage : Daniel Stefański | Spectateurs : 28 650 Arbitrage : Daniel Stefański |
| 20 septembre 2018 21h00 CEST | Rapport    |         |               | Spectateurs : 28 650 Arbitrage : Daniel Stefański | Spectateurs : 28 650 Arbitrage : Daniel Stefański |

| 2e journée                | Bétis Séville                           | 3 - 0   | F91 Dudelange | Stade Benito-Villamarín, Séville               |                                                |
| 4 octobre 2018 18h55 CEST | Sanabria 56e · Lo Celso 80e · Tello 88e | (0 - 0) |               | Spectateurs : 40 133 Arbitrage : Andrew Dallas | Spectateurs : 40 133 Arbitrage : Andrew Dallas |
| 4 octobre 2018 18h55 CEST | Rapport                                 |         |               | Spectateurs : 40 133 Arbitrage : Andrew Dallas | Spectateurs : 40 133 Arbitrage : Andrew Dallas |

| 2e journée                | AC Milan                      | 3 - 1   | Olympiakos   | San Siro, Milan                               |                                               |
| 4 octobre 2018 18h55 CEST | Cutrone 70e 79e · Higuaín 76e | (0 - 1) | 14e Guerrero | Spectateurs : 22 294 Arbitrage : Bobby Madden | Spectateurs : 22 294 Arbitrage : Bobby Madden |
| 4 octobre 2018 18h55 CEST | Rapport                       |         |              | Spectateurs : 22 294 Arbitrage : Bobby Madden | Spectateurs : 22 294 Arbitrage : Bobby Madden |

| 3e journée                 | AC Milan    | 1 - 2   | Bétis Séville               | San Siro, Milan                              |                                              |
| 25 octobre 2018 18h55 CEST | Cutrone 83e | (0 - 1) | 30e Sanabria · 55e Lo Celso | Spectateurs : 22 405 Arbitrage : Bas Nijhuis | Spectateurs : 22 405 Arbitrage : Bas Nijhuis |
| 25 octobre 2018 18h55 CEST | Rapport     |         |                             | Spectateurs : 22 405 Arbitrage : Bas Nijhuis | Spectateurs : 22 405 Arbitrage : Bas Nijhuis |

| 3e journée                 | F91 Dudelange | 0 - 2   | Olympiakos                    | Stade Josy-Barthel, Luxembourg                |                                               |
| 25 octobre 2018 18h55 CEST |               | (0 - 0) | 66e Torosídis · 81e Fortoúnis | Spectateurs : 7 500 Arbitrage : Hüseyin Göçek | Spectateurs : 7 500 Arbitrage : Hüseyin Göçek |
| 25 octobre 2018 18h55 CEST | Rapport       |         |                               | Spectateurs : 7 500 Arbitrage : Hüseyin Göçek | Spectateurs : 7 500 Arbitrage : Hüseyin Göçek |

| 4e journée                | Bétis Séville | 1 - 1   | AC Milan | Stade Benito-Villamarín, Séville              |                                               |
| 8 novembre 2018 21h00 CET | Lo Celso 12e  | (1 - 0) | 62e Suso | Spectateurs : 45 647 Arbitrage : Craig Pawson | Spectateurs : 45 647 Arbitrage : Craig Pawson |
| 8 novembre 2018 21h00 CET | Rapport       |         |          | Spectateurs : 45 647 Arbitrage : Craig Pawson | Spectateurs : 45 647 Arbitrage : Craig Pawson |

| 4e journée                | Olympiakos                                                             | 5 - 1   | F91 Dudelange | Stade Karaïskaki, Le Pirée                      |                                                 |
| 8 novembre 2018 21h00 CET | Torosídis 6e · Fortoúnis 15e 36e · Christodoulópoulos 26e · Hassan 71e | (4 - 0) | 69e Sinani    | Spectateurs : 24 032 Arbitrage : Petr Ardeleanu | Spectateurs : 24 032 Arbitrage : Petr Ardeleanu |
| 8 novembre 2018 21h00 CET | Rapport                                                                |         |               | Spectateurs : 24 032 Arbitrage : Petr Ardeleanu | Spectateurs : 24 032 Arbitrage : Petr Ardeleanu |

| 5e journée                 | AC Milan                                                                          | 5 - 2   | F91 Dudelange          | San Siro, Milan                                       |                                                       |
| 29 novembre 2018 18h55 CET | Cutrone 21e · Stélvio 66e (csc) · Çalhanoğlu 70e · Schnell 78e (csc) · Borini 81e | (1 - 1) | 39e Stolz · 49e Turpel | Spectateurs : 15 521 Arbitrage : Vladislav Bezborodov | Spectateurs : 15 521 Arbitrage : Vladislav Bezborodov |
| 29 novembre 2018 18h55 CET | Rapport                                                                           |         |                        | Spectateurs : 15 521 Arbitrage : Vladislav Bezborodov | Spectateurs : 15 521 Arbitrage : Vladislav Bezborodov |

| 5e journée                 | Bétis Séville | 1 - 0   | Olympiakos | Stade Benito-Villamarín, Séville                |                                                 |
| 29 novembre 2018 18h55 CET | Canales 39e   | (1 - 0) |            | Spectateurs : 37 722 Arbitrage : Sergei Karasev | Spectateurs : 37 722 Arbitrage : Sergei Karasev |
| 29 novembre 2018 18h55 CET | Rapport       |         |            | Spectateurs : 37 722 Arbitrage : Sergei Karasev | Spectateurs : 37 722 Arbitrage : Sergei Karasev |

| 6e journée                 | F91 Dudelange | 0 - 0   | Bétis Séville | Stade Josy-Barthel, Luxembourg                 |                                                |
| 13 décembre 2018 21h00 CET |               | (0 - 0) |               | Spectateurs : 4 931 Arbitrage : Peter Kralovič | Spectateurs : 4 931 Arbitrage : Peter Kralovič |
| 13 décembre 2018 21h00 CET | Rapport       |         |               | Spectateurs : 4 931 Arbitrage : Peter Kralovič | Spectateurs : 4 931 Arbitrage : Peter Kralovič |

| 6e journée                 | Olympiakos                                          | 3 - 1   | AC Milan   | Stade Karaïskaki, Le Pirée                      |                                                 |
| 13 décembre 2018 21h00 CET | Cissé 60e · Zapata 70e (csc) · Fortoúnis 81e (pen.) | (0 - 0) | 72e Zapata | Spectateurs : 31 010 Arbitrage : Benoît Bastien | Spectateurs : 31 010 Arbitrage : Benoît Bastien |
| 13 décembre 2018 21h00 CET | Rapport                                             |         |            | Spectateurs : 31 010 Arbitrage : Benoît Bastien | Spectateurs : 31 010 Arbitrage : Benoît Bastien |

### Groupe G
| Rang | Équipe         | Pts | J | G | N | P | Bp | Bc | Diff |  | Résultats (▼ dom., ► ext.) |     |     |     |     |
| ---- | -------------- | --- | - | - | - | - | -- | -- | ---- |  | -------------------------- | --- | --- | --- | --- |
| 1    | Villarreal CF  | 10  | 6 | 2 | 4 | 0 | 12 | 5  | +7   |  | Villarreal CF              |     | 5-0 | 2-2 | 2-0 |
| 2    | Rapid Vienne   | 10  | 6 | 3 | 1 | 2 | 6  | 9  | -3   |  | Rapid Vienne               | 0-0 |     | 1-0 | 2-0 |
| 3    | Rangers FC     | 6   | 6 | 1 | 3 | 2 | 8  | 8  | 0    |  | Rangers FC                 | 0-0 | 3-1 |     | 0-0 |
| 4    | Spartak Moscou | 5   | 6 | 1 | 2 | 3 | 8  | 12 | -4   |  | Spartak Moscou             | 3-3 | 1-2 | 4-3 |     |

| 1re journée                  | Villarreal CF          | 2 - 2   | Rangers FC                 | Stade de la Cerámica, Vila-real                |                                                |
| 20 septembre 2018 18h55 CEST | Bacca 1re · Moreno 67e | (1 - 0) | 67e Arfield · 76e Lafferty | Spectateurs : 15 982 Arbitrage : István Kovács | Spectateurs : 15 982 Arbitrage : István Kovács |
| 20 septembre 2018 18h55 CEST | Rapport                |         |                            | Spectateurs : 15 982 Arbitrage : István Kovács | Spectateurs : 15 982 Arbitrage : István Kovács |

| 1re journée                  | Rapid Vienne                  | 2 - 0   | Spartak Moscou | Allianz Stadion, Vienne                         |                                                 |
| 20 septembre 2018 18h55 CEST | Timofeev 50e (csc) · Murg 68e | (0 - 0) |                | Spectateurs : 21 400 Arbitrage : Sandro Schärer | Spectateurs : 21 400 Arbitrage : Sandro Schärer |
| 20 septembre 2018 18h55 CEST | Rapport                       |         |                | Spectateurs : 21 400 Arbitrage : Sandro Schärer | Spectateurs : 21 400 Arbitrage : Sandro Schärer |

| 2e journée                | Spartak Moscou                         | 3 - 3   | Villarreal CF                                        | Otkrytie Arena, Moscou                          |                                                 |
| 4 octobre 2018 21h00 CEST | Zé Luís 34e (pen.) 82e · Melgarejo 85e | (1 - 1) | 13e Toko-Ekambi · 49e Fornals · 90+6e (pen.) Cazorla | Spectateurs : 21 264 Arbitrage : Daniel Siebert | Spectateurs : 21 264 Arbitrage : Daniel Siebert |
| 4 octobre 2018 21h00 CEST | Rapport                                |         |                                                      | Spectateurs : 21 264 Arbitrage : Daniel Siebert | Spectateurs : 21 264 Arbitrage : Daniel Siebert |

| 2e journée                | Rangers FC                               | 3 - 1   | Rapid Vienne | Ibrox Stadium, Glasgow                        |                                               |
| 4 octobre 2018 21h00 CEST | Morelos 44e 90+4e · Tavernier 84e (pen.) | (1 - 1) | 42e Berisha  | Spectateurs : 47 534 Arbitrage : Ruddy Buquet | Spectateurs : 47 534 Arbitrage : Ruddy Buquet |
| 4 octobre 2018 21h00 CEST | Rapport                                  |         |              | Spectateurs : 47 534 Arbitrage : Ruddy Buquet | Spectateurs : 47 534 Arbitrage : Ruddy Buquet |

| 3e journée                 | Rangers FC | 0 - 0 | Spartak Moscou | Ibrox Stadium, Glasgow                      |                                             |
| 25 octobre 2018 21h00 CEST |            |       |                | Spectateurs : 49 068 Arbitrage : Kevin Blom | Spectateurs : 49 068 Arbitrage : Kevin Blom |
| 25 octobre 2018 21h00 CEST | Rapport    |       |                | Spectateurs : 49 068 Arbitrage : Kevin Blom | Spectateurs : 49 068 Arbitrage : Kevin Blom |

| 3e journée                 | Villarreal CF                                                           | 5 - 0   | Rapid Vienne | Stade de la Cerámica, Vila-real                |                                                |
| 25 octobre 2018 21h00 CEST | Fornals 26e · Toko-Ekambi 30e · Barać 45e (csc) · Raba 63e · Moreno 85e | (3 - 0) |              | Spectateurs : 14 158 Arbitrage : Halis Özkahya | Spectateurs : 14 158 Arbitrage : Halis Özkahya |
| 25 octobre 2018 21h00 CEST | Rapport                                                                 |         |              | Spectateurs : 14 158 Arbitrage : Halis Özkahya | Spectateurs : 14 158 Arbitrage : Halis Özkahya |

| 4e journée                | Spartak Moscou                                              | 4 - 3   | Rangers FC                                       | Otkrytie Arena, Moscou                      |                                             |
| 8 novembre 2018 18h55 CET | Melgarejo 22e · Goldson 35e (csc) · Adriano 58e · Hanni 59e | (2 - 3) | 5e (csc) Eremenko · 27e Candeias · 41e Middleton | Spectateurs : 22 296 Arbitrage : Ivan Bebek | Spectateurs : 22 296 Arbitrage : Ivan Bebek |
| 8 novembre 2018 18h55 CET | Rapport                                                     |         |                                                  | Spectateurs : 22 296 Arbitrage : Ivan Bebek | Spectateurs : 22 296 Arbitrage : Ivan Bebek |

| 4e journée                | Rapid Vienne | 0 - 0 | Villarreal CF | Allianz Stadion, Vienne                          |                                                  |
| 8 novembre 2018 18h55 CET |              |       |               | Spectateurs : 22 100 Arbitrage : Srđan Jovanović | Spectateurs : 22 100 Arbitrage : Srđan Jovanović |
| 8 novembre 2018 18h55 CET | Rapport      |       |               | Spectateurs : 22 100 Arbitrage : Srđan Jovanović | Spectateurs : 22 100 Arbitrage : Srđan Jovanović |

| 5e journée                 | Spartak Moscou | 1 - 2   | Rapid Vienne                     | Otkrytie Arena, Moscou                     |                                            |
| 29 novembre 2018 16h50 CET | Zé Luís 20e    | (1 - 0) | 80e Müldür · 90+1e Schobesberger | Spectateurs : 20 739 Arbitrage : Paweł Gil | Spectateurs : 20 739 Arbitrage : Paweł Gil |
| 29 novembre 2018 16h50 CET | Rapport        |         |                                  | Spectateurs : 20 739 Arbitrage : Paweł Gil | Spectateurs : 20 739 Arbitrage : Paweł Gil |

| 5e journée                 | Rangers FC | 0 - 0 | Villarreal CF | Ibrox Stadium, Glasgow                     |                                            |
| 29 novembre 2018 21h00 CET |            |       |               | Spectateurs : 50 171 Arbitrage : Matej Jug | Spectateurs : 50 171 Arbitrage : Matej Jug |
| 29 novembre 2018 21h00 CET | Rapport    |       |               | Spectateurs : 50 171 Arbitrage : Matej Jug | Spectateurs : 50 171 Arbitrage : Matej Jug |

| 6e journée                 | Villarreal CF                   | 2 - 0   | Spartak Moscou | Stade de la Cerámica, Vila-real                   |                                                   |
| 13 décembre 2018 18h55 CET | Chukwueze 11e · Toko-Ekambi 48e | (1 - 0) |                | Spectateurs : 12 903 Arbitrage : Andris Treimanis | Spectateurs : 12 903 Arbitrage : Andris Treimanis |
| 13 décembre 2018 18h55 CET | Rapport                         |         |                | Spectateurs : 12 903 Arbitrage : Andris Treimanis | Spectateurs : 12 903 Arbitrage : Andris Treimanis |

| 6e journée                 | Rapid Vienne | 1 - 0   | Rangers FC | Allianz Stadion, Vienne                          |                                                  |
| 13 décembre 2018 18h55 CET | Ljubičić 84e | (0 - 0) |            | Spectateurs : 23 850 Arbitrage : Paolo Mazzoleni | Spectateurs : 23 850 Arbitrage : Paolo Mazzoleni |
| 13 décembre 2018 18h55 CET | Rapport      |         |            | Spectateurs : 23 850 Arbitrage : Paolo Mazzoleni | Spectateurs : 23 850 Arbitrage : Paolo Mazzoleni |

### Groupe H
| Rang | Équipe                 | Pts | J | G | N | P | Bp | Bc | Diff |  | Résultats (▼ dom., ► ext.) |     |     |     |     |
| ---- | ---------------------- | --- | - | - | - | - | -- | -- | ---- |  | -------------------------- | --- | --- | --- | --- |
| 1    | Eintracht Francfort    | 18  | 6 | 6 | 0 | 0 | 17 | 5  | +12  |  | Eintracht Francfort        |     | 4-1 | 2-0 | 4-0 |
| 2    | Lazio Rome             | 9   | 6 | 3 | 0 | 3 | 9  | 11 | -2   |  | Lazio Rome                 | 1-2 |     | 2-1 | 2-1 |
| 3    | Apollon Limassol       | 7   | 6 | 2 | 1 | 3 | 10 | 10 | 0    |  | Apollon Limassol           | 2-3 | 2-0 |     | 2-2 |
| 4    | Olympique de Marseille | 1   | 6 | 0 | 1 | 5 | 6  | 16 | -10  |  | Olympique de Marseille     | 1-2 | 1-3 | 1-3 |     |

| 1re journée                  | Olympique de Marseille | 1 - 2   | Eintracht Francfort   | Stade Vélodrome, Marseille            |                                       |
| 20 septembre 2018 18h55 CEST | Ocampos 3e             | (1 - 0) | 52e Torró · 89e Jović | Spectateurs : 0 Arbitrage : Matej Jug | Spectateurs : 0 Arbitrage : Matej Jug |
| 20 septembre 2018 18h55 CEST | Rapport                |         |                       | Spectateurs : 0 Arbitrage : Matej Jug | Spectateurs : 0 Arbitrage : Matej Jug |

| 1re journée                  | Lazio Rome                        | 2 - 1   | Apollon Limassol | Stade olympique, Rome                           |                                                 |
| 20 septembre 2018 18h55 CEST | Alberto 14e · Immobile 84e (pen.) | (1 - 0) | 88e Zelaya       | Spectateurs : 11 898 Arbitrage : Aliyar Aghayev | Spectateurs : 11 898 Arbitrage : Aliyar Aghayev |
| 20 septembre 2018 18h55 CEST | Rapport                           |         |                  | Spectateurs : 11 898 Arbitrage : Aliyar Aghayev | Spectateurs : 11 898 Arbitrage : Aliyar Aghayev |

| 2e journée                | Eintracht Francfort                        | 4 - 1   | Lazio Rome | Commerzbank-Arena, Francfort                      |                                                   |
| 4 octobre 2018 21h00 CEST | da Costa 4e 90+4e · Kostić 28e · Jović 52e | (2 - 1) | 23e Parolo | Spectateurs : 47 000 Arbitrage : Serdar Gözübüyük | Spectateurs : 47 000 Arbitrage : Serdar Gözübüyük |
| 4 octobre 2018 21h00 CEST | Rapport                                    |         |            | Spectateurs : 47 000 Arbitrage : Serdar Gözübüyük | Spectateurs : 47 000 Arbitrage : Serdar Gözübüyük |

| 2e journée                | Apollon Limassol            | 2 - 2   | Olympique de Marseille  | Stade GSP, Nicosie                             |                                                |
| 4 octobre 2018 21h00 CEST | Marković 74e · Zelaya 90+1e | (0 - 0) | 50e Payet · 67e Gustavo | Spectateurs : 3 031 Arbitrage : Harald Lechner | Spectateurs : 3 031 Arbitrage : Harald Lechner |
| 4 octobre 2018 21h00 CEST | Rapport                     |         |                         | Spectateurs : 3 031 Arbitrage : Harald Lechner | Spectateurs : 3 031 Arbitrage : Harald Lechner |

| 3e journée                 | Olympique de Marseille | 1 - 3   | Lazio Rome                              | Stade Vélodrome, Marseille                         |                                                    |
| 25 octobre 2018 21h00 CEST | Payet 86e              | (0 - 1) | 10e Wallace · 59e Caicedo · 90e Marušić | Spectateurs : 31 930 Arbitrage : Jesús Gil Manzano | Spectateurs : 31 930 Arbitrage : Jesús Gil Manzano |
| 25 octobre 2018 21h00 CEST | Rapport                |         |                                         | Spectateurs : 31 930 Arbitrage : Jesús Gil Manzano | Spectateurs : 31 930 Arbitrage : Jesús Gil Manzano |

| 3e journée                 | Eintracht Francfort     | 2 - 0   | Apollon Limassol | Commerzbank-Arena, Francfort                   |                                                |
| 25 octobre 2018 21h00 CEST | Kostić 13e · Haller 32e | (2 - 0) |                  | Spectateurs : 47 000 Arbitrage : Sergey Ivanov | Spectateurs : 47 000 Arbitrage : Sergey Ivanov |
| 25 octobre 2018 21h00 CEST | Rapport                 |         |                  | Spectateurs : 47 000 Arbitrage : Sergey Ivanov | Spectateurs : 47 000 Arbitrage : Sergey Ivanov |

| 4e journée                | Lazio Rome                | 2 - 1   | Olympique de Marseille | Stade olympique, Rome                                 |                                                       |
| 8 novembre 2018 18h55 CET | Parolo 45+1e · Correa 55e | (1 - 0) | 60e Thauvin            | Spectateurs : 14 705 Arbitrage : Vladislav Bezborodov | Spectateurs : 14 705 Arbitrage : Vladislav Bezborodov |
| 8 novembre 2018 18h55 CET | Rapport                   |         |                        | Spectateurs : 14 705 Arbitrage : Vladislav Bezborodov | Spectateurs : 14 705 Arbitrage : Vladislav Bezborodov |

| 4e journée                | Apollon Limassol        | 2 - 3   | Eintracht Francfort                    | Stade GSP, Nicosie                            |                                               |
| 8 novembre 2018 18h55 CET | Zelaya 71e 90+4e (pen.) | (0 - 1) | 17e Jović · 55e Haller · 58e Gaćinović | Spectateurs : 6 888 Arbitrage : Tiago Martins | Spectateurs : 6 888 Arbitrage : Tiago Martins |
| 8 novembre 2018 18h55 CET | Rapport                 |         |                                        | Spectateurs : 6 888 Arbitrage : Tiago Martins | Spectateurs : 6 888 Arbitrage : Tiago Martins |

| 5e journée                 | Apollon Limassol           | 2 - 0   | Lazio Rome | Stade GSP, Nicosie                               |                                                  |
| 29 novembre 2018 21h00 CET | Faupala 31e · Marković 82e | (1 - 0) |            | Spectateurs : 1 131 Arbitrage : Roi Reinshreiber | Spectateurs : 1 131 Arbitrage : Roi Reinshreiber |
| 29 novembre 2018 21h00 CET | Rapport                    |         |            | Spectateurs : 1 131 Arbitrage : Roi Reinshreiber | Spectateurs : 1 131 Arbitrage : Roi Reinshreiber |

| 5e journée                 | Eintracht Francfort                               | 4 - 0   | Olympique de Marseille | Commerzbank-Arena, Francfort                 |                                              |
| 29 novembre 2018 21h00 CET | Jović 2e 67e · Gustavo 17e (csc) · Sarr 62e (csc) | (2 - 0) |                        | Spectateurs : 47 000 Arbitrage : John Beaton | Spectateurs : 47 000 Arbitrage : John Beaton |
| 29 novembre 2018 21h00 CET | Rapport                                           |         |                        | Spectateurs : 47 000 Arbitrage : John Beaton | Spectateurs : 47 000 Arbitrage : John Beaton |

| 6e journée                 | Olympique de Marseille | 1 - 3   | Apollon Limassol                      | Stade Vélodrome, Marseille                    |                                               |
| 13 décembre 2018 18h55 CET | Thauvin 11e            | (1 - 2) | 8e (pen.) 30e Maglica · 56e Stylianoú | Spectateurs : 9 274 Arbitrage : Radu Petrescu | Spectateurs : 9 274 Arbitrage : Radu Petrescu |
| 13 décembre 2018 18h55 CET | Rapport                |         |                                       | Spectateurs : 9 274 Arbitrage : Radu Petrescu | Spectateurs : 9 274 Arbitrage : Radu Petrescu |

| 6e journée                 | Lazio Rome | 1 - 2   | Eintracht Francfort        | Stade olympique, Rome                             |                                                   |
| 13 décembre 2018 18h55 CET | Correa 56e | (0 - 0) | 65e Gaćinović · 71e Haller | Spectateurs : 18 252 Arbitrage : Halil Umut Meler | Spectateurs : 18 252 Arbitrage : Halil Umut Meler |
| 13 décembre 2018 18h55 CET | Rapport    |         |                            | Spectateurs : 18 252 Arbitrage : Halil Umut Meler | Spectateurs : 18 252 Arbitrage : Halil Umut Meler |

### Groupe I
| Rang | Équipe          | Pts | J | G | N | P | Bp | Bc | Diff |  | Résultats (▼ dom., ► ext.) |     |     |     |     |
| ---- | --------------- | --- | - | - | - | - | -- | -- | ---- |  | -------------------------- | --- | --- | --- | --- |
| 1    | KRC Genk        | 11  | 6 | 3 | 2 | 1 | 14 | 8  | +6   |  | KRC Genk                   |     | 2-0 | 1-1 | 4-0 |
| 2    | Malmö FF        | 9   | 6 | 2 | 3 | 1 | 7  | 6  | +1   |  | Malmö FF                   | 2-2 |     | 2-0 | 1-1 |
| 3    | Beşiktaş JK     | 7   | 6 | 2 | 1 | 3 | 9  | 11 | -2   |  | Beşiktaş JK                | 2-4 | 0-1 |     | 3-1 |
| 4    | Sarpsborg 08 FF | 5   | 6 | 1 | 2 | 3 | 8  | 13 | -5   |  | Sarpsborg 08 FF            | 3-1 | 1-1 | 2-3 |     |

| 1re journée                  | Beşiktaş JK                     | 3 - 1   | Sarpsborg 08 FF    | Vodafone Park, Istanbul                       |                                               |
| 20 septembre 2018 18h55 CEST | Babel 51e · Roco 69e · Lens 82e | (0 - 0) | 90+4e Zachariassen | Spectateurs : 24 955 Arbitrage : Tamás Bognár | Spectateurs : 24 955 Arbitrage : Tamás Bognár |
| 20 septembre 2018 18h55 CEST | Rapport                         |         |                    | Spectateurs : 24 955 Arbitrage : Tamás Bognár | Spectateurs : 24 955 Arbitrage : Tamás Bognár |

| 1re journée                  | KRC Genk                  | 2 - 0   | Malmö FF | Luminus Arena, Genk                            |                                                |
| 20 septembre 2018 18h55 CEST | Trossard 37e · Samata 71e | (1 - 0) |          | Spectateurs : 11 590 Arbitrage : Aleksei Eskov | Spectateurs : 11 590 Arbitrage : Aleksei Eskov |
| 20 septembre 2018 18h55 CEST | Rapport                   |         |          | Spectateurs : 11 590 Arbitrage : Aleksei Eskov | Spectateurs : 11 590 Arbitrage : Aleksei Eskov |

| 2e journée                | Malmö FF                               | 2 - 0   | Beşiktaş JK | Swedbank Stadion, Malmö                             |                                                     |
| 4 octobre 2018 21h00 CEST | Erkin 53e (csc) · Rosenberg 76e (pen.) | (0 - 0) |             | Spectateurs : 17 174 Arbitrage : Aleksandar Stavrev | Spectateurs : 17 174 Arbitrage : Aleksandar Stavrev |
| 4 octobre 2018 21h00 CEST | Rapport                                |         |             | Spectateurs : 17 174 Arbitrage : Aleksandar Stavrev | Spectateurs : 17 174 Arbitrage : Aleksandar Stavrev |

| 2e journée                | Sarpsborg 08 FF                     | 3 - 1   | KRC Genk | Sarpsborg Stadion, Sarpsborg               |                                            |
| 4 octobre 2018 21h00 CEST | Mortensen 6e 63e · Zachariassen 54e | (1 - 0) |          | Spectateurs : 7 885 Arbitrage : Ivan Bebek | Spectateurs : 7 885 Arbitrage : Ivan Bebek |
| 4 octobre 2018 21h00 CEST | Rapport                             |         |          | Spectateurs : 7 885 Arbitrage : Ivan Bebek | Spectateurs : 7 885 Arbitrage : Ivan Bebek |

| 3e journée                 | Sarpsborg 08 FF | 1 - 1   | Malmö FF     | Sarpsborg Stadion, Sarpsborg                     |                                                  |
| 25 octobre 2018 21h00 CEST | Halvorsen 87e   | (0 - 0) | 79e Vindheim | Spectateurs : 8 022 Arbitrage : Paweł Raczkowski | Spectateurs : 8 022 Arbitrage : Paweł Raczkowski |
| 25 octobre 2018 21h00 CEST | Rapport         |         |              | Spectateurs : 8 022 Arbitrage : Paweł Raczkowski | Spectateurs : 8 022 Arbitrage : Paweł Raczkowski |

| 3e journée                 | Beşiktaş JK  | 2 - 4   | KRC Genk                                     | Vodafone Park, Istanbul                           |                                                   |
| 25 octobre 2018 21h00 CEST | Love 74e 86e | (0 - 1) | 23e 70e Samatta · 81e Ndongala · 83e Pozuelo | Spectateurs : 25 209 Arbitrage : Daniel Stefański | Spectateurs : 25 209 Arbitrage : Daniel Stefański |
| 25 octobre 2018 21h00 CEST | Rapport      |         |                                              | Spectateurs : 25 209 Arbitrage : Daniel Stefański | Spectateurs : 25 209 Arbitrage : Daniel Stefański |

| 4e journée                | Malmö FF      | 1 - 1   | Sarpsborg 08 FF | Swedbank Stadion, Malmö                           |                                                   |
| 8 novembre 2018 18h55 CET | Antonsson 67e | (0 - 0) | 63e Mortensen   | Spectateurs : 17 601 Arbitrage : Miroslav Zelinka | Spectateurs : 17 601 Arbitrage : Miroslav Zelinka |
| 8 novembre 2018 18h55 CET | Rapport       |         |                 | Spectateurs : 17 601 Arbitrage : Miroslav Zelinka | Spectateurs : 17 601 Arbitrage : Miroslav Zelinka |

| 4e journée                | KRC Genk  | 1 - 1   | Beşiktaş JK  | Luminus Arena, Genk                             |                                                 |
| 8 novembre 2018 18h55 CET | Berge 87e | (0 - 1) | 16e Quaresma | Spectateurs : 14 292 Arbitrage : Tobias Stieler | Spectateurs : 14 292 Arbitrage : Tobias Stieler |
| 8 novembre 2018 18h55 CET | Rapport   |         |              | Spectateurs : 14 292 Arbitrage : Tobias Stieler | Spectateurs : 14 292 Arbitrage : Tobias Stieler |

| 5e journée                 | Sarpsborg 08 FF        | 2 - 3   | Beşiktaş JK             | Sarpsborg Stadion, Sarpsborg                   |                                                |
| 29 novembre 2018 21h00 CET | Rashad 1re · Heintz 6e | (2 - 0) | 62e 90e Lens · 66e Love | Spectateurs : 8 022 Arbitrage : Harald Lechner | Spectateurs : 8 022 Arbitrage : Harald Lechner |
| 29 novembre 2018 21h00 CET | Rapport                |         |                         | Spectateurs : 8 022 Arbitrage : Harald Lechner | Spectateurs : 8 022 Arbitrage : Harald Lechner |

| 5e journée                 | Malmö FF                    | 2 - 2   | KRC Genk                   | Swedbank Stadion, Malmö                          |                                                  |
| 29 novembre 2018 21h00 CET | Lewicki 65e · Antonsson 67e | (0 - 1) | 42e Pozuelo · 53e Paintsil | Spectateurs : 16 117 Arbitrage : Srđan Jovanović | Spectateurs : 16 117 Arbitrage : Srđan Jovanović |
| 29 novembre 2018 21h00 CET | Rapport                     |         |                            | Spectateurs : 16 117 Arbitrage : Srđan Jovanović | Spectateurs : 16 117 Arbitrage : Srđan Jovanović |

| 6e journée                 | Beşiktaş JK | 0 - 1   | Malmö FF      | Vodafone Park                               |                                             |
| 13 décembre 2018 18h55 CET |             | (0 - 0) | 51e Antonsson | Spectateurs : 24 955 Arbitrage : Luca Banti | Spectateurs : 24 955 Arbitrage : Luca Banti |
| 13 décembre 2018 18h55 CET | Rapport     |         |               | Spectateurs : 24 955 Arbitrage : Luca Banti | Spectateurs : 24 955 Arbitrage : Luca Banti |

| 6e journée                 | KRC Genk                                      | 4 - 0   | Sarpsborg 08 FF | Luminus Arena, Genk                            |                                                |
| 13 décembre 2018 18h55 CET | Gano 3e · Paintsil 5e · Berge 64e · Aidoo 67e | (2 - 0) |                 | Spectateurs : 12 240 Arbitrage : István Kovács | Spectateurs : 12 240 Arbitrage : István Kovács |
| 13 décembre 2018 18h55 CET | Rapport                                       |         |                 | Spectateurs : 12 240 Arbitrage : István Kovács | Spectateurs : 12 240 Arbitrage : István Kovács |

### Groupe J
| Rang | Équipe               | Pts | J | G | N | P | Bp | Bc | Diff |  | Résultats (▼ dom., ► ext.) |     |     |     |     |
| ---- | -------------------- | --- | - | - | - | - | -- | -- | ---- |  | -------------------------- | --- | --- | --- | --- |
| 1    | Séville FC           | 12  | 6 | 4 | 0 | 2 | 18 | 6  | +12  |  | Séville FC                 |     | 3-0 | 5-1 | 6-0 |
| 2    | FK Krasnodar         | 12  | 6 | 4 | 0 | 2 | 8  | 8  | 0    |  | FK Krasnodar               | 2-1 |     | 2-1 | 2-1 |
| 3    | Standard de Liège    | 10  | 6 | 3 | 1 | 2 | 7  | 9  | -2   |  | Standard de Liège          | 1-0 | 2-1 |     | 2-1 |
| 4    | Akhisar Belediyespor | 1   | 6 | 0 | 1 | 5 | 4  | 14 | -10  |  | Akhisar Belediyespor       | 2-3 | 0-1 | 0-0 |     |

| 1re journée                  | Séville FC                                              | 5 - 1   | Standard de Liège | Stade Ramón-Sánchez-Pizjuán, Séville               |                                                    |
| 20 septembre 2018 18h55 CEST | Banega 8e 74e (pen.) · Vázquez 41e · Ben Yedder 49e 70e | (2 - 1) | 39e Djenepo       | Spectateurs : 30 003 Arbitrage : Gediminas Mažeika | Spectateurs : 30 003 Arbitrage : Gediminas Mažeika |
| 20 septembre 2018 18h55 CEST | Rapport                                                 |         |                   | Spectateurs : 30 003 Arbitrage : Gediminas Mažeika | Spectateurs : 30 003 Arbitrage : Gediminas Mažeika |

| 1re journée                  | Akhisar Belediyespor | 0 - 1   | FK Krasnodar | Stade Spor Toto Akhisar, Akhisar                 |                                                  |
| 20 septembre 2018 18h55 CEST |                      | (0 - 1) | 26e Claesson | Spectateurs : 6 555 Arbitrage : Ville Nevalainen | Spectateurs : 6 555 Arbitrage : Ville Nevalainen |
| 20 septembre 2018 18h55 CEST | Rapport              |         |              | Spectateurs : 6 555 Arbitrage : Ville Nevalainen | Spectateurs : 6 555 Arbitrage : Ville Nevalainen |

| 2e journée                | FK Krasnodar                  | 2 - 1   | Séville FC       | Stade FK Krasnodar, Krasnodar                         |                                                       |
| 4 octobre 2018 21h00 CEST | Pereyra 72e · Okriashvili 88e | (0 - 1) | 43e (csc) Kaboré | Spectateurs : 31 346 Arbitrage : Martin Strömbergsson | Spectateurs : 31 346 Arbitrage : Martin Strömbergsson |
| 4 octobre 2018 21h00 CEST | Rapport                       |         |                  | Spectateurs : 31 346 Arbitrage : Martin Strömbergsson | Spectateurs : 31 346 Arbitrage : Martin Strömbergsson |

| 2e journée                | Standard de Liège       | 2 - 1   | Akhisar Belediyespor | Stade de Sclessin, Liège                              |                                                       |
| 4 octobre 2018 21h00 CEST | Emond 17e · Djenepo 40e | (2 - 1) | 32e Ayık             | Spectateurs : 8 233 Arbitrage : Manuel Schüttengruber | Spectateurs : 8 233 Arbitrage : Manuel Schüttengruber |
| 4 octobre 2018 21h00 CEST | Rapport                 |         |                      | Spectateurs : 8 233 Arbitrage : Manuel Schüttengruber | Spectateurs : 8 233 Arbitrage : Manuel Schüttengruber |

| 3e journée                 | Standard de Liège        | 2 - 1   | FK Krasnodar | Stade de Sclessin, Liège                    |                                             |
| 25 octobre 2018 21h00 CEST | Emond 47e · Laifis 90+3e | (0 - 1) | 39e Ari      | Spectateurs : 8 393 Arbitrage : Marco Guida | Spectateurs : 8 393 Arbitrage : Marco Guida |
| 25 octobre 2018 21h00 CEST | Rapport                  |         |              | Spectateurs : 8 393 Arbitrage : Marco Guida | Spectateurs : 8 393 Arbitrage : Marco Guida |

| 3e journée                 | Séville FC                                                                     | 6 - 0   | Akhisar Belediyespor | Stade Ramón-Sánchez-Pizjuán, Séville          |                                               |
| 25 octobre 2018 21h00 CEST | Mesa 7e · Sarabia 9e · Lukač 35e (csc) · Muriel 50e · Promes 60e · Mercado 67e | (3 - 0) |                      | Spectateurs : 29 720 Arbitrage : Kevin Clancy | Spectateurs : 29 720 Arbitrage : Kevin Clancy |
| 25 octobre 2018 21h00 CEST | Rapport                                                                        |         |                      | Spectateurs : 29 720 Arbitrage : Kevin Clancy | Spectateurs : 29 720 Arbitrage : Kevin Clancy |

| 4e journée                | FK Krasnodar                   | 2 - 1   | Standard de Liège    | Stade FK Krasnodar, Krasnodar                       |                                                     |
| 8 novembre 2018 18h55 CET | Suleymanov 79e · Wanderson 82e | (0 - 1) | 19e Carcela-Gonzalez | Spectateurs : 21 526 Arbitrage : Aleksandar Stavrev | Spectateurs : 21 526 Arbitrage : Aleksandar Stavrev |
| 8 novembre 2018 18h55 CET | Rapport                        |         |                      | Spectateurs : 21 526 Arbitrage : Aleksandar Stavrev | Spectateurs : 21 526 Arbitrage : Aleksandar Stavrev |

| 4e journée                | Akhisar Belediyespor | 2 - 3   | Séville FC                                  | Stade Spor Toto Akhisar, Akhisar              |                                               |
| 8 novembre 2018 18h55 CET | Manu 52e · Ayık 78e  | (0 - 2) | 12e Nolito · 38e Muriel · 87e (pen.) Banega | Spectateurs : 6 430 Arbitrage : Benoît Millot | Spectateurs : 6 430 Arbitrage : Benoît Millot |
| 8 novembre 2018 18h55 CET | Rapport              |         |                                             | Spectateurs : 6 430 Arbitrage : Benoît Millot | Spectateurs : 6 430 Arbitrage : Benoît Millot |

| 5e journée                 | FK Krasnodar           | 2 - 1   | Akhisar Belediyespor | Stade FK Krasnodar, Krasnodar                    |                                                  |
| 29 novembre 2018 18h55 CET | Gazinski 49e · Ari 57e | (0 - 1) | 24e Serginho         | Spectateurs : 11 008 Arbitrage : Ivaylo Stoyanov | Spectateurs : 11 008 Arbitrage : Ivaylo Stoyanov |
| 29 novembre 2018 18h55 CET | Rapport                |         |                      | Spectateurs : 11 008 Arbitrage : Ivaylo Stoyanov | Spectateurs : 11 008 Arbitrage : Ivaylo Stoyanov |

| 5e journée                 | Standard de Liège | 1 - 0   | Séville FC | Stade de Sclessin, Liège                        |                                                 |
| 29 novembre 2018 21h00 CET | Djenepo 62e       | (0 - 0) |            | Spectateurs : 12 882 Arbitrage : Daniel Siebert | Spectateurs : 12 882 Arbitrage : Daniel Siebert |
| 29 novembre 2018 21h00 CET | Rapport           |         |            | Spectateurs : 12 882 Arbitrage : Daniel Siebert | Spectateurs : 12 882 Arbitrage : Daniel Siebert |

| 6e journée                 | Séville FC                            | 3 - 0   | FK Krasnodar | Stade Ramón-Sánchez-Pizjuán, Séville              |                                                   |
| 13 décembre 2018 18h55 CET | Ben Yedder 5e 10e · Banega 49e (pen.) | (2 - 0) |              | Spectateurs : 34 114 Arbitrage : Daniel Stefański | Spectateurs : 34 114 Arbitrage : Daniel Stefański |
| 13 décembre 2018 18h55 CET | Rapport                               |         |              | Spectateurs : 34 114 Arbitrage : Daniel Stefański | Spectateurs : 34 114 Arbitrage : Daniel Stefański |

| 6e journée                 | Akhisar Belediyespor | 0 - 0   | Standard de Liège | Stade Spor Toto Akhisar, Akhisar            |                                             |
| 13 décembre 2018 18h55 CET |                      | (0 - 0) |                   | Spectateurs : 2 674 Arbitrage : Ádám Farkas | Spectateurs : 2 674 Arbitrage : Ádám Farkas |
| 13 décembre 2018 18h55 CET | Rapport              |         |                   | Spectateurs : 2 674 Arbitrage : Ádám Farkas | Spectateurs : 2 674 Arbitrage : Ádám Farkas |

### Groupe K
| Rang | Équipe           | Pts | J | G | N | P | Bp | Bc | Diff |  | Résultats (▼ dom., ► ext.) |     |     |     |     |
| ---- | ---------------- | --- | - | - | - | - | -- | -- | ---- |  | -------------------------- | --- | --- | --- | --- |
| 1    | Dynamo Kiev      | 11  | 6 | 3 | 2 | 1 | 10 | 7  | +3   |  | Dynamo Kiev                |     | 3-1 | 2-2 | 0-1 |
| 2    | Stade rennais FC | 9   | 6 | 3 | 0 | 3 | 7  | 8  | -1   |  | Stade rennais FC           | 1-2 |     | 2-0 | 2-1 |
| 3    | FK Astana        | 8   | 6 | 2 | 2 | 2 | 7  | 7  | 0    |  | FK Astana                  | 0-1 | 2-0 |     | 2-1 |
| 4    | FK Jablonec      | 5   | 6 | 1 | 2 | 3 | 6  | 8  | -2   |  | FK Jablonec                | 2-2 | 0-1 | 1-1 |     |

| 1re journée                  | Stade rennais FC                 | 2 - 1   | FK Jablonec | Roazhon Park, Rennes                               |                                                    |
| 20 septembre 2018 18h55 CEST | Sarr 31e · Ben Arfa 90+1e (pen.) | (1 - 0) | 54e Trávník | Spectateurs : 20 628 Arbitrage : Ole Hobber Nilsen | Spectateurs : 20 628 Arbitrage : Ole Hobber Nilsen |
| 20 septembre 2018 18h55 CEST | Rapport                          |         |             | Spectateurs : 20 628 Arbitrage : Ole Hobber Nilsen | Spectateurs : 20 628 Arbitrage : Ole Hobber Nilsen |

| 1re journée                  | Dynamo Kiev                   | 2 - 2   | FK Astana                     | Stade olympique, Kiev                          |                                                |
| 20 septembre 2018 18h55 CEST | Tsyhankov 11e · Harmash 45+2e | (2 - 1) | 21e Aničić · 90+5e Murtasajew | Spectateurs : 21 783 Arbitrage : Halis Özkahya | Spectateurs : 21 783 Arbitrage : Halis Özkahya |
| 20 septembre 2018 18h55 CEST | Rapport                       |         |                               | Spectateurs : 21 783 Arbitrage : Halis Özkahya | Spectateurs : 21 783 Arbitrage : Halis Özkahya |

| 2e journée                | FK Astana                       | 2 - 0   | Stade rennais FC | Astana Arena, Astana                                |                                                     |
| 4 octobre 2018 16h50 CEST | Zaynutdinov 64e · Tomasov 90+1e | (0 - 0) |                  | Spectateurs : 25 302 Arbitrage : Mattias Gestranius | Spectateurs : 25 302 Arbitrage : Mattias Gestranius |
| 4 octobre 2018 16h50 CEST | Rapport                         |         |                  | Spectateurs : 25 302 Arbitrage : Mattias Gestranius | Spectateurs : 25 302 Arbitrage : Mattias Gestranius |

| 2e journée                | FK Jablonec               | 2 - 2   | Dynamo Kiev                | Stadion Střelnice, Jablonec nad Nisou                |                                                      |
| 4 octobre 2018 21h00 CEST | Hovorka 33e · Trávník 81e | (1 - 2) | 8e Tsyhankov · 15e Harmash | Spectateurs : 5 077 Arbitrage : Sébastien Delferière | Spectateurs : 5 077 Arbitrage : Sébastien Delferière |
| 4 octobre 2018 21h00 CEST | Rapport                   |         |                            | Spectateurs : 5 077 Arbitrage : Sébastien Delferière | Spectateurs : 5 077 Arbitrage : Sébastien Delferière |

| 3e journée                 | FK Jablonec  | 1 - 1   | FK Astana    | Stadion Střelnice, Jablonec nad Nisou                |                                                      |
| 25 octobre 2018 21h00 CEST | Považanec 4e | (1 - 1) | 11e Henrique | Spectateurs : 4 909 Arbitrage : Robert Schörgenhofer | Spectateurs : 4 909 Arbitrage : Robert Schörgenhofer |
| 25 octobre 2018 21h00 CEST | Rapport      |         |              | Spectateurs : 4 909 Arbitrage : Robert Schörgenhofer | Spectateurs : 4 909 Arbitrage : Robert Schörgenhofer |

| 3e journée                 | Stade rennais FC | 1 - 2   | Dynamo Kiev                  | Roazhon Park, Rennes                          |                                               |
| 25 octobre 2018 21h00 CEST | Grenier 41e      | (1 - 1) | 21e Kędziora · 89e Buyalskyi | Spectateurs : 28 001 Arbitrage : Tamás Bognár | Spectateurs : 28 001 Arbitrage : Tamás Bognár |
| 25 octobre 2018 21h00 CEST | Rapport          |         |                              | Spectateurs : 28 001 Arbitrage : Tamás Bognár | Spectateurs : 28 001 Arbitrage : Tamás Bognár |

| 4e journée                | FK Astana                    | 2 - 1   | FK Jablonec           | Astana Arena, Astana                        |                                             |
| 8 novembre 2018 16h50 CET | Henrique 18e · Postnikov 88e | (1 - 1) | 41e (csc) Zaynutdinov | Spectateurs : 20 092 Arbitrage : István Vad | Spectateurs : 20 092 Arbitrage : István Vad |
| 8 novembre 2018 16h50 CET | Rapport                      |         |                       | Spectateurs : 20 092 Arbitrage : István Vad | Spectateurs : 20 092 Arbitrage : István Vad |

| 4e journée                | Dynamo Kiev                                 | 3 - 1   | Stade rennais FC | Stade olympique, Kiev                        |                                              |
| 8 novembre 2018 18h55 CET | Verbič 13e · Mykolenko 68e · Shaparenko 72e | (1 - 0) | 89e Siebatcheu   | Spectateurs : 24 402 Arbitrage : John Beaton | Spectateurs : 24 402 Arbitrage : John Beaton |
| 8 novembre 2018 18h55 CET | Rapport                                     |         |                  | Spectateurs : 24 402 Arbitrage : John Beaton | Spectateurs : 24 402 Arbitrage : John Beaton |

| 5e journée                 | FK Astana | 0 - 1   | Dynamo Kiev | Astana Arena, Astana                        |                                             |
| 29 novembre 2018 16h50 CET |           | (0 - 1) | 29e Verbič  | Spectateurs : 26 508 Arbitrage : Ivan Bebek | Spectateurs : 26 508 Arbitrage : Ivan Bebek |
| 29 novembre 2018 16h50 CET | Rapport   |         |             | Spectateurs : 26 508 Arbitrage : Ivan Bebek | Spectateurs : 26 508 Arbitrage : Ivan Bebek |

| 5e journée                 | FK Jablonec | 0 - 1   | Stade rennais FC | Stadion Střelnice, Jablonec nad Nisou         |                                               |
| 29 novembre 2018 21h00 CET |             | (0 - 0) | 55e Grenier      | Spectateurs : 4 712 Arbitrage : Tiago Martins | Spectateurs : 4 712 Arbitrage : Tiago Martins |
| 29 novembre 2018 21h00 CET | Rapport     |         |                  | Spectateurs : 4 712 Arbitrage : Tiago Martins | Spectateurs : 4 712 Arbitrage : Tiago Martins |

| 6e journée                 | Stade rennais FC | 2 - 0   | FK Astana | Roazhon Park, Rennes                              |                                                   |
| 13 décembre 2018 18h55 CET | Sarr 68e 73e     | (0 - 0) |           | Spectateurs : 24 535 Arbitrage : Serdar Gözübüyük | Spectateurs : 24 535 Arbitrage : Serdar Gözübüyük |
| 13 décembre 2018 18h55 CET | Rapport          |         |           | Spectateurs : 24 535 Arbitrage : Serdar Gözübüyük | Spectateurs : 24 535 Arbitrage : Serdar Gözübüyük |

| 6e journée                 | Dynamo Kiev | 0 - 1   | FK Jablonec | Stade olympique, Kiev                                    |                                                          |
| 13 décembre 2018 18h55 CET |             | (0 - 1) | 10e Doležal | Spectateurs : 11 300 Arbitrage : Vilhjálmur Thórarinsson | Spectateurs : 11 300 Arbitrage : Vilhjálmur Thórarinsson |
| 13 décembre 2018 18h55 CET | Rapport     |         |             | Spectateurs : 11 300 Arbitrage : Vilhjálmur Thórarinsson | Spectateurs : 11 300 Arbitrage : Vilhjálmur Thórarinsson |

### Groupe L
| Rang | Équipe         | Pts | J | G | N | P | Bp | Bc | Diff |  | Résultats (▼ dom., ► ext.) |     |     |     |     |
| ---- | -------------- | --- | - | - | - | - | -- | -- | ---- |  | -------------------------- | --- | --- | --- | --- |
| 1    | Chelsea FC     | 16  | 6 | 5 | 1 | 0 | 12 | 3  | +9   |  | Chelsea FC                 |     | 3-1 | 1-0 | 4-0 |
| 2    | BATE Borisov   | 9   | 6 | 3 | 0 | 3 | 9  | 9  | 0    |  | BATE Borisov               | 0-1 |     | 2-0 | 1-4 |
| 3    | Vidi FC        | 7   | 6 | 2 | 1 | 3 | 5  | 7  | -2   |  | Vidi FC                    | 2-2 | 0-2 |     | 1-0 |
| 4    | PAOK Salonique | 3   | 6 | 1 | 0 | 5 | 5  | 12 | -7   |  | PAOK Salonique             | 0-1 | 1-3 | 0-2 |     |

| 1re journée                  | PAOK Salonique | 0 - 1   | Chelsea FC | Stade de Toúmba, Thessalonique                            |                                                           |
| 20 septembre 2018 18h55 CEST |                | (0 - 1) | 7e Willian | Spectateurs : 24 310 Arbitrage : Alberto Undiano Mallenco | Spectateurs : 24 310 Arbitrage : Alberto Undiano Mallenco |
| 20 septembre 2018 18h55 CEST | Rapport        |         |            | Spectateurs : 24 310 Arbitrage : Alberto Undiano Mallenco | Spectateurs : 24 310 Arbitrage : Alberto Undiano Mallenco |

| 1re journée                  | Vidi FC | 0 - 2   | BATE Borisov                 | Groupama Aréna, Budapest                                       |                                                                |
| 20 septembre 2018 18h55 CEST |         | (0 - 1) | 27e Tuominen · 85e Filipenko | Spectateurs : 14 726 Arbitrage : Mads-Kristoffer Kristoffersen | Spectateurs : 14 726 Arbitrage : Mads-Kristoffer Kristoffersen |
| 20 septembre 2018 18h55 CEST | Rapport |         |                              | Spectateurs : 14 726 Arbitrage : Mads-Kristoffer Kristoffersen | Spectateurs : 14 726 Arbitrage : Mads-Kristoffer Kristoffersen |

| 2e journée                | BATE Borisov     | 1 - 4   | PAOK Salonique                          | Borisov Arena, Baryssaw                               |                                                       |
| 4 octobre 2018 21h00 CEST | Crespo 61e (csc) | (0 - 3) | 6e Prijović · 11e 17e Jabá · 73e Pélkas | Spectateurs : 10 527 Arbitrage : Robert Schörgenhofer | Spectateurs : 10 527 Arbitrage : Robert Schörgenhofer |
| 4 octobre 2018 21h00 CEST | Rapport          |         |                                         | Spectateurs : 10 527 Arbitrage : Robert Schörgenhofer | Spectateurs : 10 527 Arbitrage : Robert Schörgenhofer |

| 2e journée                | Chelsea FC | 1 - 0   | Vidi FC | Stamford Bridge, Londres                          |                                                   |
| 4 octobre 2018 21h00 CEST | Morata 70e | (0 - 0) |         | Spectateurs : 39 925 Arbitrage : Miroslav Zelinka | Spectateurs : 39 925 Arbitrage : Miroslav Zelinka |
| 4 octobre 2018 21h00 CEST | Rapport    |         |         | Spectateurs : 39 925 Arbitrage : Miroslav Zelinka | Spectateurs : 39 925 Arbitrage : Miroslav Zelinka |

| 3e journée                 | Chelsea FC             | 3 - 1   | BATE Borisov | Stamford Bridge, Londres                         |                                                  |
| 25 octobre 2018 21h00 CEST | Loftus-Cheek 2e 8e 54e | (2 - 0) | 80e Rios     | Spectateurs : 39 799 Arbitrage : Paolo Mazzoleni | Spectateurs : 39 799 Arbitrage : Paolo Mazzoleni |
| 25 octobre 2018 21h00 CEST | Rapport                |         |              | Spectateurs : 39 799 Arbitrage : Paolo Mazzoleni | Spectateurs : 39 799 Arbitrage : Paolo Mazzoleni |

| 3e journée                 | PAOK Salonique | 0 - 2   | Vidi FC                  | Stade de Toúmba, Thessalonique                       |                                                      |
| 25 octobre 2018 21h00 CEST |                | (0 - 2) | 12e Huszti · 45e Stopira | Spectateurs : 15 118 Arbitrage : Ievgenii Aranovskyi | Spectateurs : 15 118 Arbitrage : Ievgenii Aranovskyi |
| 25 octobre 2018 21h00 CEST | Rapport        |         |                          | Spectateurs : 15 118 Arbitrage : Ievgenii Aranovskyi | Spectateurs : 15 118 Arbitrage : Ievgenii Aranovskyi |

| 4e journée                | BATE Borisov | 0 - 1   | Chelsea FC | Borisov Arena, Baryssaw                           |                                                   |
| 8 novembre 2018 18h55 CET |              | (0 - 0) | 53e Giroud | Spectateurs : 13 141 Arbitrage : Nikola Dabanović | Spectateurs : 13 141 Arbitrage : Nikola Dabanović |
| 8 novembre 2018 18h55 CET | Rapport      |         |            | Spectateurs : 13 141 Arbitrage : Nikola Dabanović | Spectateurs : 13 141 Arbitrage : Nikola Dabanović |

| 4e journée                | Vidi FC     | 1 - 0   | PAOK Salonique | Groupama Aréna, Budapest                       |                                                |
| 8 novembre 2018 18h55 CET | Milanov 50e | (0 - 0) |                | Spectateurs : 17 208 Arbitrage : Ali Palabıyık | Spectateurs : 17 208 Arbitrage : Ali Palabıyık |
| 8 novembre 2018 18h55 CET | Rapport     |         |                | Spectateurs : 17 208 Arbitrage : Ali Palabıyık | Spectateurs : 17 208 Arbitrage : Ali Palabıyık |

| 5e journée                 | BATE Borisov               | 2 - 0   | Vidi FC | Borisov Arena, Baryssaw                                 |                                                         |
| 29 novembre 2018 18h55 CET | Signevich 22e · Ivanić 85e | (1 - 0) |         | Spectateurs : 8 963 Arbitrage : Carlos del Cerro Grande | Spectateurs : 8 963 Arbitrage : Carlos del Cerro Grande |
| 29 novembre 2018 18h55 CET | Rapport                    |         |         | Spectateurs : 8 963 Arbitrage : Carlos del Cerro Grande | Spectateurs : 8 963 Arbitrage : Carlos del Cerro Grande |

| 5e journée                 | Chelsea FC                                    | 4 - 0   | PAOK Salonique | Stamford Bridge, Londres                       |                                                |
| 29 novembre 2018 21h00 CET | Giroud 27e 37e · Hudson-Odoi 60e · Morata 78e | (2 - 0) |                | Spectateurs : 33 933 Arbitrage : Kristo Tohver | Spectateurs : 33 933 Arbitrage : Kristo Tohver |
| 29 novembre 2018 21h00 CET | Rapport                                       |         |                | Spectateurs : 33 933 Arbitrage : Kristo Tohver | Spectateurs : 33 933 Arbitrage : Kristo Tohver |

| 6e journée                 | PAOK Salonique | 1 - 3   | BATE Borisov                             | Stade de Toúmba, Thessalonique               |                                              |
| 13 décembre 2018 18h55 CET | Prijović 59e   | (0 - 3) | 18e Skavych · 42e (pen.) 45+1e Signevich | Spectateurs : 13 483 Arbitrage : Tobias Welz | Spectateurs : 13 483 Arbitrage : Tobias Welz |
| 13 décembre 2018 18h55 CET | Rapport        |         |                                          | Spectateurs : 13 483 Arbitrage : Tobias Welz | Spectateurs : 13 483 Arbitrage : Tobias Welz |

| 6e journée                 | Vidi FC                     | 2 - 2   | Chelsea FC               | Groupama Aréna, Budapest                            |                                                     |
| 13 décembre 2018 18h55 CET | Ampadu 32e (csc) · Nego 56e | (1 - 1) | 30e Willian · 75e Giroud | Spectateurs : 19 242 Arbitrage : Aleksandar Stavrev | Spectateurs : 19 242 Arbitrage : Aleksandar Stavrev |
| 13 décembre 2018 18h55 CET | Rapport                     |         |                          | Spectateurs : 19 242 Arbitrage : Aleksandar Stavrev | Spectateurs : 19 242 Arbitrage : Aleksandar Stavrev |